# Univers cinématographique Marvel
Une proposition de fusion est en cours entre Production Marvel Studios  et Univers cinématographique Marvel.
 Pour plus de détails, voir Fiche technique et Distribution
L'univers cinématographique Marvel (en anglais : Marvel Cinematic Universe, abrégé en MCU) est une franchise cinématographique produite par Marvel Studios et qui met en scène, dans un univers partagé, des personnages des bandes dessinées (comics) éditées par Marvel Comics. Les comics adaptés sont en majorité l’œuvre du scénariste Stan Lee et du dessinateur Jack Kirby. La franchise est imaginée et mise en route par le producteur Kevin Feige à partir de 2008. Marvel Studios est la propriété de The Walt Disney Company depuis 2010.
La création d’un univers filmique profite du regain d’intérêt des années 2000 pour le genre super-héroïque au cinéma, lié à l’essor des effets spéciaux numériques. La franchise connait un succès spectaculaire qui accroit encore l’engouement pour le genre et incite la concurrence à rivaliser, par exemple DC Comics qui lance sa propre série de films.
Grâce au concept d’univers partagé déjà pratiqué dans les comics, qui permet à des personnages d’apparaître dans d'autres œuvres que celles qui leur sont consacrées, la franchise Marvel met en scène une vaste galerie de personnages sur le temps long et en interaction, qui suscite un attachement fort du public. De façon singulière dans l’histoire du cinéma, la construction de cet univers est planifiée sur de très nombreux films et séries, et fait intervenir une narration à deux échelles : les divers héros sont introduits par des films individuels qui suivent une trame narrative classique mais préparent également le terrain, en filigrane, à une histoire commune.
L’univers cinématographique Marvel est organisé en cycles, eux-mêmes subdivisés en « phases ».
C’est le film Iron Man (2008) qui lance la franchise, dont la « première phase » introduit les divers super-héros constituant le groupe des Avengers — Iron Man, Hulk, Thor, Black Widow, Hawkeye et Captain America — et se conclut par la réunion de tous ces personnages dans Avengers (2012).
Le premier cycle, baptisé « Saga de l'Infini » (« The Infinity Saga » en version originale), comporte en tout trois phases et vingt-trois films, qui introduisent également des héros extérieurs aux Avengers — notamment Ant-Man, Spider-Man, les Gardiens de la Galaxie, Docteur Strange, Black Panther et Captain Marvel. Avec pour fil directeur les Pierres d'Infinité et le personnage antagoniste Thanos, ce cycle culmine par la réunion de quasiment tous les personnages dans le diptyque Avengers: Infinity War (2018) et Avengers: Endgame (2019). Ce dernier film devient le film de super-héros le plus lucratif de l'histoire avec des recettes approchant les 2,8 milliards de dollars.
Le second cycle, baptisé « Saga du Multivers » (« The Multiverse Saga » en version originale), et la « quatrième phase », débutent en 2021 par la diffusion de la série WandaVision sur Disney+. Ce second cycle a été perturbé par la pandémie de Covid-19 et le report de films. C'est également une période durant laquelle le MCU subit un relatif déclin critique et financier, un phénomène souvent désigné dans la presse cinéphile comme la « super-héros fatigue ».
En juillet 2025, trente-sept films sont sortis en salle.

## Développement

### Longs-métrages

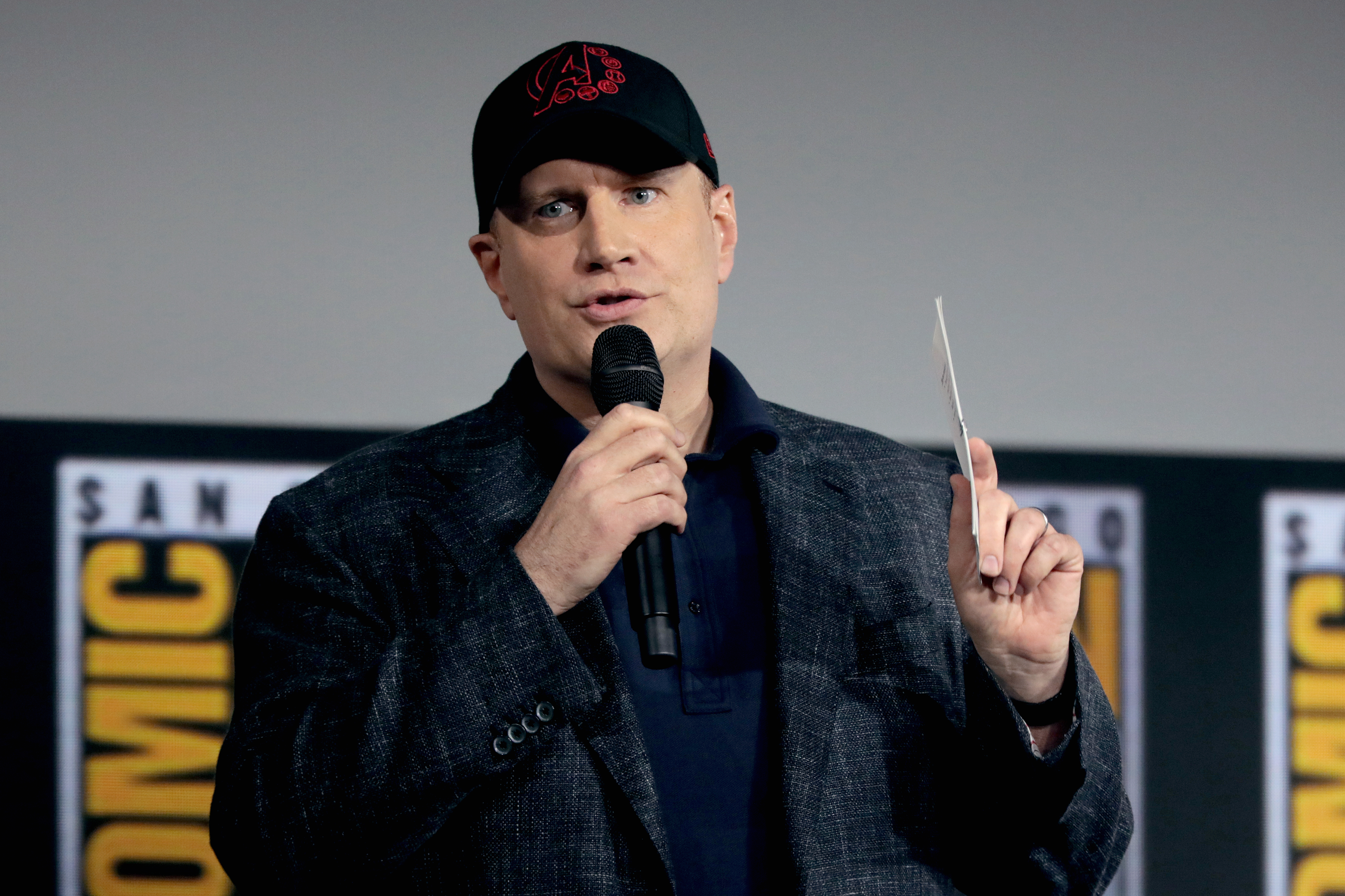
Kevin Feige est celui qui a imaginé le développement de la franchise, réalisant que Marvel pouvait créer un univers filmique à partir des licences dont il avait les droits.

En 2005, Marvel Studios se prépare à produire ses propres adaptations en film et les distribuer par Paramount Pictures. Auparavant, le studio avait de nombreux contrats de coproduction pour des films de super-héros avec Columbia Pictures, New Line Cinema et notamment un contrat de 7 ans avec la 20th Century Fox. Toutefois, Marvel Studios n'a que peu bénéficié de ces arrangements financiers et cherchait à augmenter ses recettes tout en maintenant le contrôle artistique des projets.
Le co-président de Marvel Studios, Kevin Feige, a alors réalisé que s'il n'avait pas entièrement les droits de production de Spider-Man, des Quatre Fantastiques et des X-Men, dont les licences étaient co-détenues respectivement par Columbia pour Spider-Man, et Fox pour les Quatre Fantastiques et les X-Men, Marvel possédait toujours les droits pour les membres centraux des Vengeurs (ou Avengers en version originale). Feige a alors imaginé réaliser son rêve de fan en créant un univers partagé comme Stan Lee et Jack Kirby l'avaient fait dans les comics au début des années 1960. Afin d'assurer un capital de départ, le studio s'est assuré un financement à crédit de 525 millions de dollars sur 7 ans avec Merrill Lynch. L'idée était donc de produire dans un premier temps un film sur chaque héros avant de les réunir dans un film crossover.
En 2007, alors qu'il n'a que 33 ans, Feige est nommé président de Marvel Studios. Afin de préserver son intégrité artistique, le studio a formé un comité créatif composé de six personnes familières avec les bandes dessinées : Feige, président de Marvel Studios, Louis D'Esposito (en), président de l'édition Marvel Comics, Dan Buckley, directeur de la création de Marvel, Joe Quesada, l'écrivain Brian Michael Bendis et le président de Marvel Entertainment, Alan Fine.
En novembre 2013, Feige déclare que dans « un monde idéal », les sorties filmiques annuelles comprendraient un film basé sur un personnage existant et un autre sur un nouveau personnage, ce qui selon lui serait « un bon rythme ». Ce ne fut pas toujours le cas, comme en 2013 où les deux productions sont des suites (Iron Man 3 et Thor : Le Monde des ténèbres), ce à quoi il répondit que cela restait « certainement un but à atteindre ». Feige est revenu sur son idée en juillet 2014 : « Je ne sais pas si on va rester [sur ce modèle] chaque année, mais on reste là-dessus pour 2014 et 2015. Donc je pense que ce serait bien de continuer ce genre de choses. Je ne sais pas si on [le] fera tout le temps, mais dans un cadre global, je pense que ce serait bien. » En février 2014, Feige dit que Marvel Studios veut reproduire le « rythme » que les comic books ont développé, en ayant les personnages dans leurs propres films avant de se réunir dans des films événementiels avec les films Avengers comme piliers. Après la révélation des dates de sortie de la phase III jusqu'en 2019, Feige a déclaré : 
« Je pense que si vous regardez certaines de ces dates annoncées, on arrive à trois dates par an pour certaines. Encore une fois, non pas parce qu'il y a un impératif qui nous force à aller à trois, faire plus que deux films en un an, mais pour une simple raison d'aménagement : il s'agit de gérer des franchises [existantes], film après film, et quand nous avons une équipe prête à travailler, pourquoi leur dire de patienter pendant quatre ans juste parce que nous ne disposons pas d'un créneau ? Nous préférons trouver un moyen de maintenir le rythme. » Quand les titres sont révélés en 2014, il ajoute : « le studio est à plein régime en ce moment… ce qui nous a facilité la vie pour la première fois… pour passer à trois films par an [en 2017, 2018 et 2019] au lieu de deux, sans changer nos méthodes. »

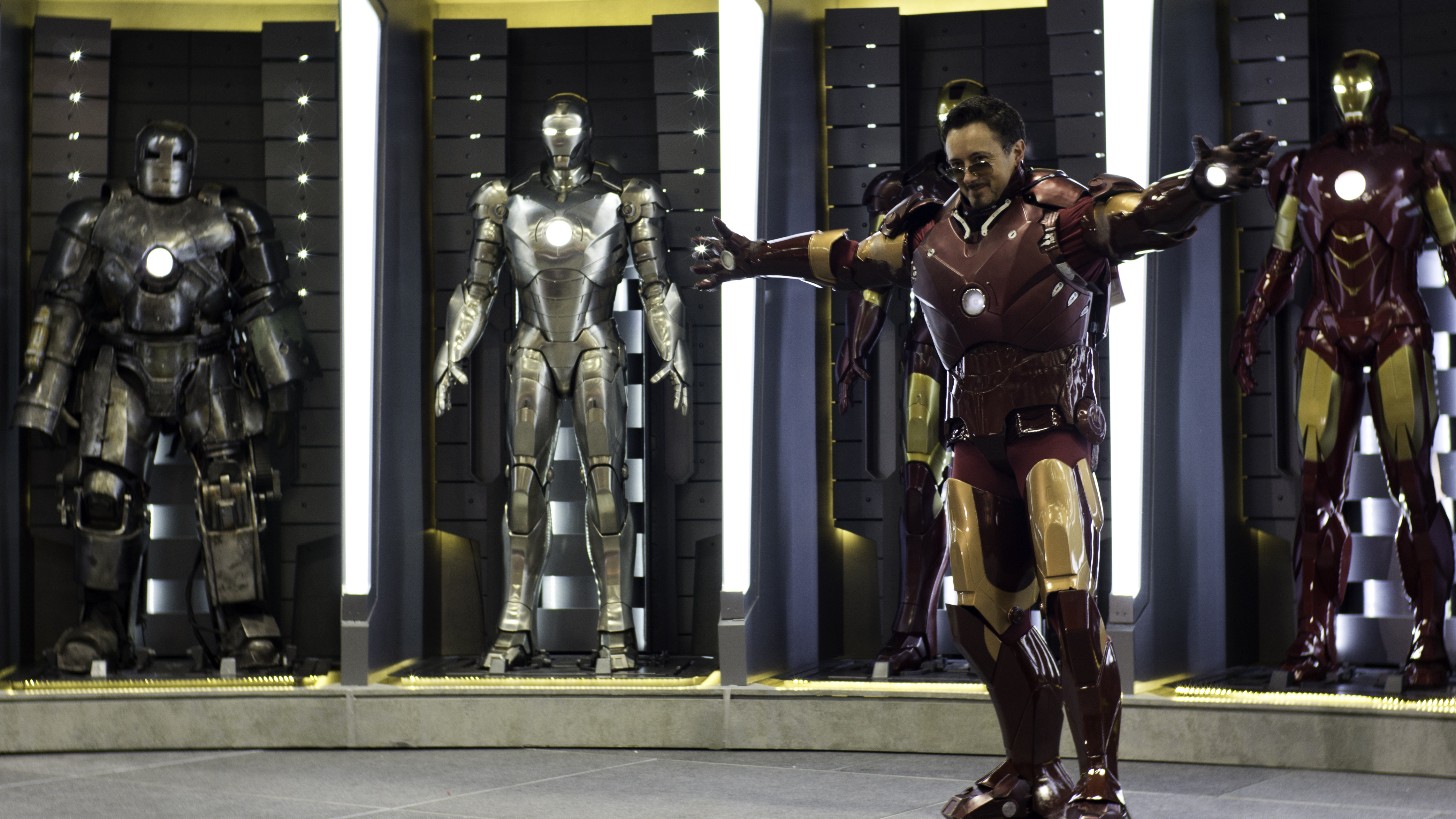
Cosplay d'Iron Man. La première oeuvre du MCU, Iron Man, sortie en 2008, présente ce personnage qui deviendra central au sein de l'univers.

Avec l'augmentation du nombre de personnages dans l'univers et en laissant les films individuels respirer et avoir leur propre histoire, et au lieu d'avoir des réunions d'Avengers en dehors de ces films, Feige a déclaré qu'il s'agit de « rappeler au plus grand nombre des spectateurs l'idée que les personnages existent séparément, ne se rassemblant que pour des événements spécifiques et repartir et exister séparément dans leurs propres mondes à nouveau. Tout comme les lecteurs de comics ont fait pendant des décennies et des décennies… Les gens sont en quelque sorte en train d'accepter qu'il y a un bon moment où ils doivent être ensemble et il y a un moment où ils ne peuvent pas. » En avril 2014, Feige révèle que le scénario écrit par Edgar Wright pour Ant-Man en 2006 a aidé à concevoir les premiers films du MCU.
En octobre 2014, Marvel a tenu une conférence de presse pour annoncer les titres des films de la phase III une fois que tout avait été décidé, ce qui a forcé à repousser plusieurs fois l'annonce.
Le 10 février 2015, Disney-Marvel et Sony Pictures sont parvenus à un accord pour intégrer Spider-Man à l'univers cinématographique Marvel avec un film prévu en 2017 mais en repoussant quatre films,,. En septembre de la même année, après le rattachement de Marvel Studios aux Walt Disney Studios, le comité de création des studios avait une contribution « nominale » sur les films à venir, bien que les deux studios ont continué à consulter les productions de Marvel Television, qui sont restées sous la direction de Perlmutter. Toutes les décisions clés concernant les futurs films devaient être prises par Feige, D'Esposito et Victoria Alonso. À la fin du mois, avec la quantité d'histoire développée pour les futurs films de la franchise, Feige que seules les « grandes lignes » apparaissaient, bien que parfois on retrouvait « des éléments spécifiques ». Le studio avait également en sa possession divers plans d'urgence pour la réalisation de tous leurs films, dans le cas où ils ne seraient pas en mesure d'obtenir un certain acteur pour reprendre un rôle, ou réacquérir les droits du film sur un certain personnage, comme cela a été le cas en février 2015 avec Spider-Man.

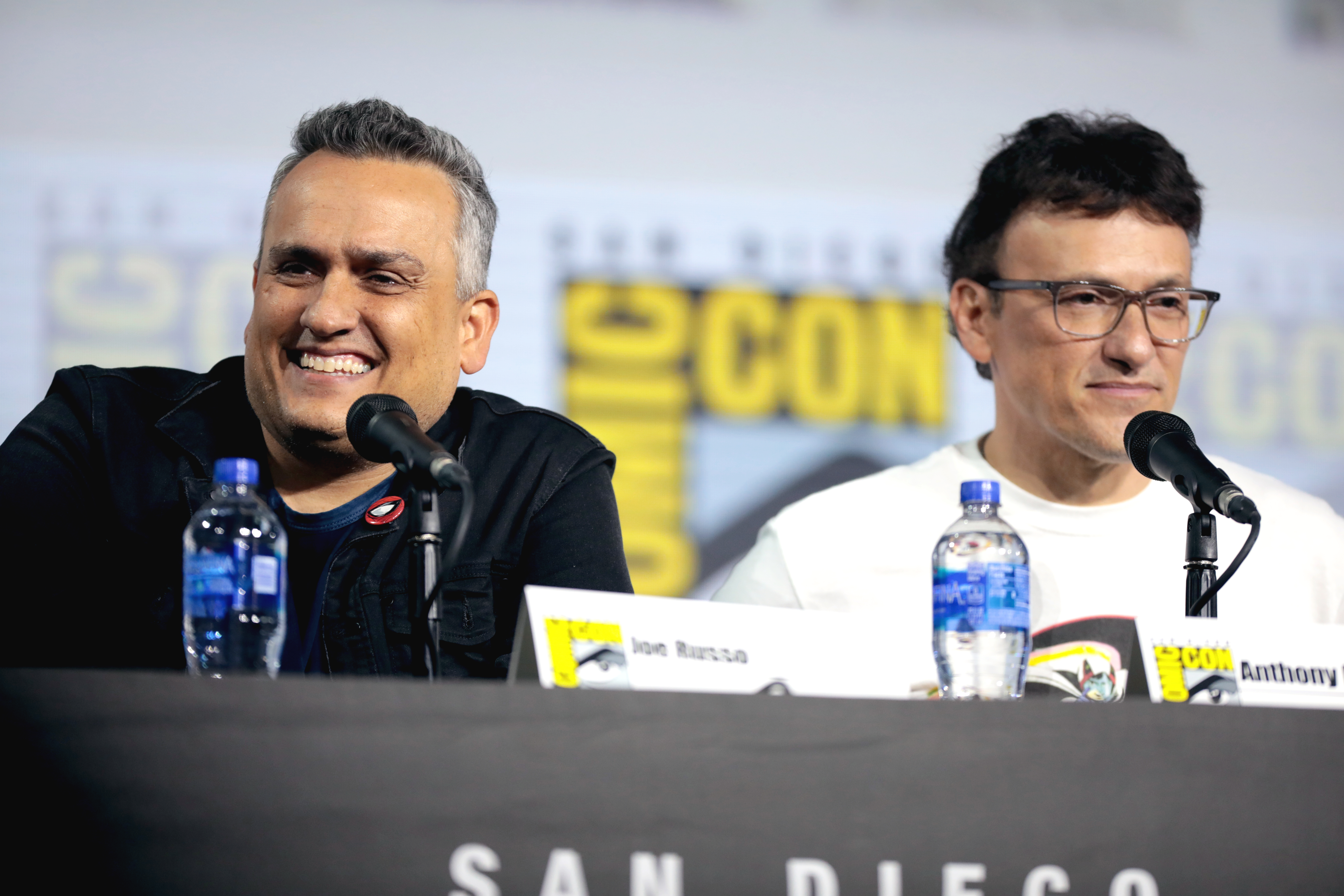
Les frères Russo, réalisateurs des films du MCU Captain America : Le Soldat de l'Hiver et Captain America : Civil War, ainsi que des films Avengers Infinity War, Endgame, Doomsday et Secret Wars.

En avril 2016, en développant l'univers vers la phase quatre et en réfléchissant aux trois premières, Feige a déclaré : « Je pense qu'il y aura une finalité après les évènements de la phase trois, ainsi que de nouveaux débuts qui marqueront un autre départ ». Joe Russo a ajouté: « On construit des choses et les gens apprécient les expériences accumulées. Mais ensuite, on atteint en quelque sorte un sommet, un moment où on va se dire que cette structure va commencer à être répétitive si nous recommençons, alors que faisons-nous maintenant ? Alors on le déconstruit. Nous sommes en phase de déconstruction avec Captain America: Civil War, puis Avengers: Infinity War, qui sont des films culminants ». Un an plus tard, Feige a estimé qu'après la conclusion de la phase trois, Marvel pourrait abandonner le regroupement des films par phases, en expliquant : « cela pourrait amener à la création d'un nouveau projet ». Il a également mentionné que Avengers: Endgame formerait « une conclusion » aux films et aux scénarios qui le précèdent, la franchise ayant « deux périodes distinctes : le pré-Endgame et le post-Endgame ».
Au sujet de la potentielle « fatigue des super-héros », Feige a déclaré: « En cette année 2016, nous avons les sorties de Captain America: Civil War et de Doctor Strange en novembre, deux films complètement différents. Pour moi, et pour tous les studios Marvel, c'est ce qui fait avancer les choses. Tant que nous surprenons les gens, tant que nous ne tombons pas dans la similarité… l'année prochaine sera également marquée par la sortie des Gardiens de la Galaxie Vol. 2, Spider-Man: Homecoming et Thor: Ragnarok. Ce sont trois films totalement différents… à la différence près qu'ils proviennent du même matériau source et qu'ils ont notre logo Marvel devant les films. À part cela, ils sont très distincts ».
Le 14 décembre 2017, Disney annonce qu'elle va racheter la 21st Century Fox. Ce rachat comprend ainsi les studios 20th Century Fox, qui détenaient jusqu'alors les droits d'adaptation des personnages des films X-Men (dont Wolverine et Deadpool) et des films sur les Quatre Fantastiques. De ce fait tous ces personnages pourront désormais être exploités par Marvel Studios et le cas échéant rejoindre le MCU si Marvel Studios le décide. Le rachat est négocié en juin 2018, après une offre de 71,3 milliards USD pour contrer une proposition de Comcast à 65 milliards USD, puis conclu officiellement le 19 mars 2019.
En juillet 2019, Feige annonce le planning de la phase 4 à la Comic-Con de San Diego, celle-ci étant composée de films et de séries diffusées sur Disney+. Des séries Disney+ supplémentaires pour la phase quatre ont été annoncées à la J23 le mois suivant. En décembre 2020, lors de la journée des investisseurs de Disney, Marvel Studios a révélé des mises à jour concernant les films et les séries annoncés au cours de l'année, en plus des séries et des épisodes spéciaux à destination de la plateforme, dont beaucoup ont été rattachés à la phase 4.

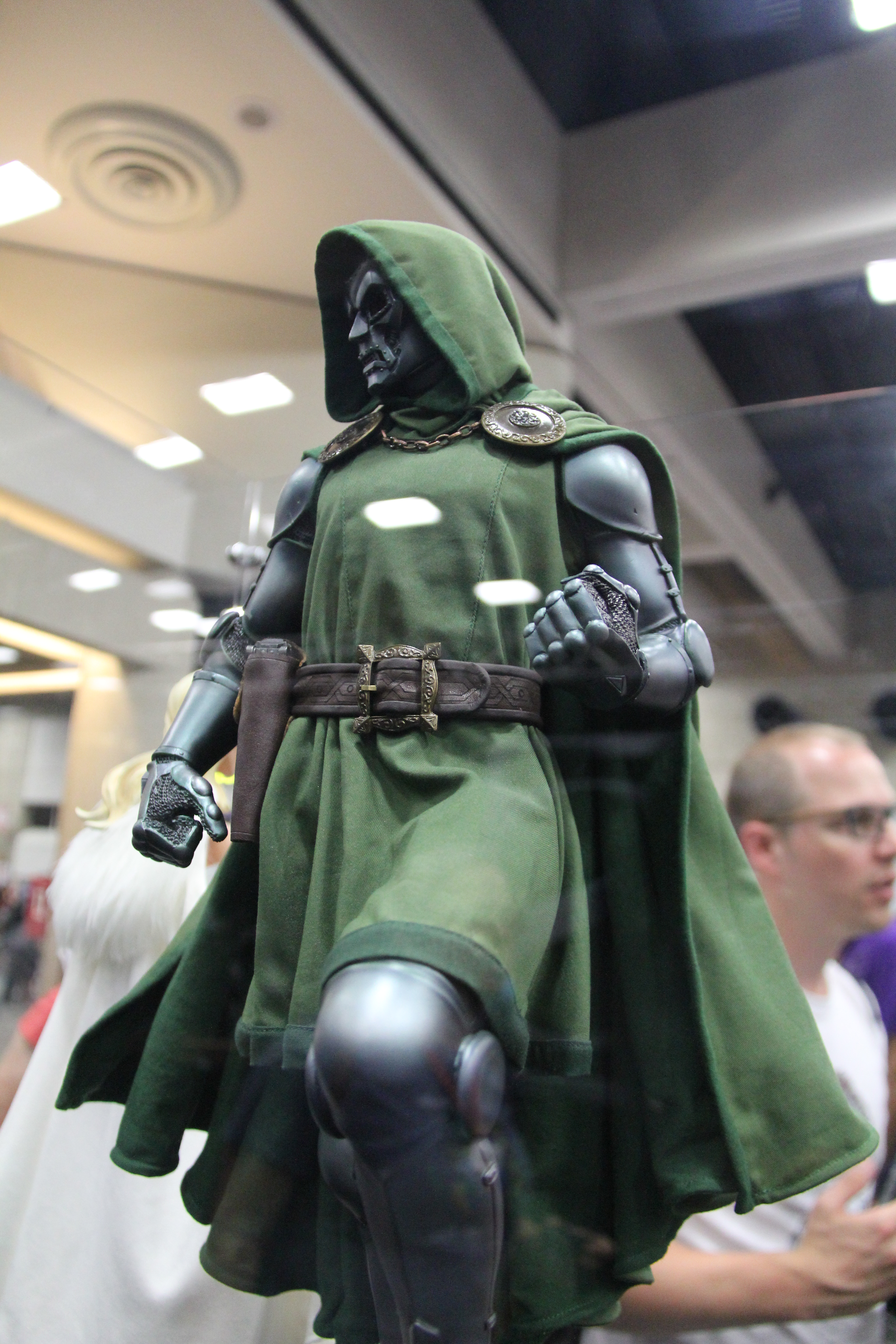
Le Docteur Doom, principal antagoniste d'Avengers: Doomsday.

En octobre 2023, un article de Variety révèle qu'à la suite de l'échec critique et commercial du 3e film consacré à Ant-Man, Ant-Man et la Guêpe : Quantumania, l'accueil mitigé voire décevant de plusieurs productions sérielles pour Disney+, les poursuites judiciaires contre l'acteur Jonathan Majors, choisi pour incarner le grand ennemi des phases 5 et 6, et les mauvaises prévisions pour le prochain film The Marvels, Kevin Feige réagit et décide de ralentir le rythme de production afin de répondre aux nombreuses critiques soulevées par la charge de travail des équipes d'effets spéciaux numériques, revenir sur les scripts décevants des films à venir comme celui du reboot de Blade. Ainsi, le mois suivant, Marvel Studios crée le label Marvel Spotlight, qui réunira les productions dont l'intrigue est détachée de l'histoire principale. La mini-série Echo est la première production Marvel Studios sous le label Marvel Spotlight, qui réunira des productions liées au MCU mais sans lien direct avec l'intrigue principale de l'univers partagé, la première production sortant sous ce label est la mini-série Echo. Deux mois plus tard, après la condamnation de l'acteur Jonathan Majors, engagé depuis 2021 pour interpréter à l'écran le nouveau grand ennemi des Avengers, Kang le conquérant, Marvel se sépare de lui et enlève le sous-titre The Kang Dynasty au cinquième film Avengers prévu pour la phase 6. Au Comic-Con californien de juillet 2024, Marvel dévoile le nouveau sous-titre du film : Doomsday. Lors du même événement, l'ancien interprète de Iron Man, Robert Downey Jr. annonce son retour dans le MCU, cette fois dans le rôle du grand méchant Doctor Doom, et les frères Russo sont désignés pour réaliser les deux prochains opus Avengers.

#### Droits de distribution des films
Au cours du temps, les droits de distribution des films Marvel Studios ont changé de main plusieurs fois. En novembre 2006, Universal Pictures annonce qu'il distribuera L'Incroyable Hulk, un arrangement qui le sépare du contrat de 2005 passé entre Marvel et Paramount, le distributeur des autres films. En septembre 2008, après le succès international d'Iron Man, Paramount signe un contrat pour la distribution mondiale des productions à venir, à savoir Iron Man 2, Iron Man 3, Thor, Captain America : First Avenger et Avengers.
Mais fin décembre 2009, The Walt Disney Company rachète Marvel Entertainment pour 4 milliards de dollars. En octobre 2010, Walt Disney Studios rachète les droits de distribution d'Avengers et Iron Man 3 à Paramount Pictures, tout en laissant le logo de la Paramount figurer au générique et sur les affiches promotionnelles, (Walt Disney Studios Motion Pictures reste le seul studio crédité à la fin de ces films). Disney distribue depuis seul les films de Marvel Studios. En juillet 2013, Disney rachète les droits de distribution d'Iron Man, Iron Man 2, Thor et Captain America: First Avenger à la Paramount. Le film L'Incroyable Hulk reste à part, Marvel et Universal ayant un arrangement où le premier possède les droits du film et le second a les droits de distribution, de même que pour tout film Hulk à produire.

Logo de la Walt Disney Company, distributeur officiel des films du MCU.

En février 2015, Sony Pictures Entertainment et Marvel Studios annoncent un arrangement autour de la licence Spider-Man, permettant au personnage d'apparaître dans le MCU, sa première apparition sera dans Captain America: Civil War,. De même, Marvel Studios étudie la possibilité pour des personnages du MCU d'apparaître dans des films Spider-Man financés, distribués et contrôlés par Sony Pictures. Ceci se produit pour la première fois avec l'intégration de Robert Downey Jr. au sein de Spider-Man: Homecoming. En juin de la même année, Feige a précisé que l'accord initial avec Sony ne s'appliquerait pas à une quelconque série télévisée du MCU. Les deux studios ont également la possibilité de résilier l'accord à tout moment. Cependant, un petit ajustement a été apporté à un accord de 2011 conclu entre les deux studios (où Marvel a obtenu le contrôle total des droits de marchandising de Spider-Man, en échange d'un paiement unique de 175 millions de dollars à Sony), Marvel ayant la possibilité de réduire ses 35 millions de dollars de paiement à Sony si Spider-Man: Homecoming venait à rapporter plus de 750 millions de dollars.
En août 2019, il est annoncé que Disney et Sony ne pouvaient pas parvenir à un nouvel accord concernant les films Spider-Man, Marvel Studios et Feige ayant déclaré ne plus être impliqués dans les futurs films. Deadline Hollywood a rapporté que Disney avait espéré que les futurs films seraient un « arrangement de cofinance 50/50 entre les studios », avec la possibilité d'étendre l'accord à d'autres films liés à Spider-Man, une offre que Sony a rejeté. Au lieu de cela, Sony espérait conserver les termes de l'accord précédent (Marvel recevant 5 % du premier dollar brut du film), mais Disney a refusé. The Hollywood Reporter a ajouté que l'absence d'un nouvel accord marquerait la fin de Spider-Man dans le MCU. Or, en septembre 2019, il a été annoncé que Disney et Sony avaient conclu un nouvel accord permettant à Spider-Man d'apparaître dans la suite de Spider-Man: Far From Home. Disney aurait co-financé 25 % du film en échange de 25 % des bénéfices, tout en conservant les droits de merchandising sur le personnage. Feige a noté que, alors que Sony continuait à construire séparément son propre univers partagé, il était possible que cette version de Spider-Man puisse apparaître dans cet univers. En octobre 2020, Jamie Foxx a été choisi pour reprendre son rôle d'Electro, apparu dans The Amazing Spider-Man: Le Destin d'un Héros, dans le troisième film Spider-Man du MCU. En décembre, il est annoncé qu'Alfred Molina et Kirsten Dunst devraient reprendre leur rôles respectifs de Otto Octavius / Docteur Octopus et Mary Jane Watson de la trilogie de film Spider-Man de Sam Raimi,, avec, en plus, le retour d'Andrew Garfield en tant que Peter Parker / Spider-Man issu de The Amazing Spider-Man de Marc Webb. Emma Stone devrait également revenir en tant que Gwen Stacy, tandis que Tobey Maguire serait en pourparlers pour revenir en tant que Peter Parker des films de Sam Raimi.

### Séries télévisées
En décembre 2017, Disney entreprend de développer des nouvelles séries télévisées Marvel pour son service de streaming Disney+. En juillet 2018, Kevin Feige a annoncé que des discussions avaient commencé avec Disney concernant toute implication potentielle que Marvel Studios pourrait avoir avec le service de streaming, puisque Feige estimait que la plateforme était « un élément important pour l'entreprise ». En septembre 2018, il a été confirmé que Marvel Studios développait plusieurs séries centrées sur des personnages secondaires des films du MCU qui étaient peu susceptibles d'avoir leur propre film. Chaque série devait compter entre six et huit épisodes et chacune serait produite par Marvel Studios au lieu de Marvel Television, Feige jouant un « rôle pratique » dans le développement de chaque série. Par ailleurs, ce dernier a précisé que les séries en cours de développement « raconteraient des histoires trop développées pour être adaptées en film ». Il a également ajouté que Disney souhaiter développer des séries Marvel afin de « dynamiser la créativité » au sein de Marvel Studios, puisqu'on leur proposait de travailler dans un tout autre environnement.
En juillet 2019, lors de la Comic-Con de San Diego, plusieurs séries Marvel ont été annoncées : Falcon et le Soldat de l'hiver, WandaVision, Loki, la série animée What If…? ainsi que Hawkeye, toutes faisant partie de la phase IV. Trois séries Disney+ supplémentaires ont été annoncées à la J23 le mois suivant : Miss Marvel, Moon Knight et She-Hulk : Avocate. Il a été précisé que le budget de chaque série serait compris entre 100 et 150 millions de dollars. En septembre 2020, le développement d'une série centrée sur Nick Fury a été annoncé, sous le nom Secret Invasion. En décembre 2020, à l'occasion de la journée des investisseurs Disney, les séries Ironheart, Armor Wars et Je s'appelle Groot ont été annoncées, en plus d'un épisode spécial Noël centré sur les Gardiens de la Galaxie, nommé Les Gardiens de la Galaxie : Joyeuses Fêtes. Il a été confirmé que toutes ces séries font partie de la phase IV. En février 2021, Ryan Coogler, réalisateur de Black Panther, a annoncé qu'une série consacrée au Wakanda était en cours de développement. En septembre 2022, le projet Armor Wars est remanié pour devenir un projet de film, toujours avec Don Cheadle en rôle principal et Yassir Lester en scénariste.

### Autres productions visuelles
La première bande dessinée liée au MCU est sortie en 2008. Joe Quesada a décrit son plan d'expansion de l'univers vers les bandes dessinées en déclarant : « Il s'agit d'histoires se déroulant dans la continuité des films. Ce ne sont pas nécessairement des adaptations directes des films, mais peut-être quelque chose qui s'est passé hors écran et qui a été mentionné dans le film… Kevin Feige est impliqué dans ce projet et dans certains cas, peut-être que les scénaristes des films le seraient également ». Marvel Comics a travaillé avec Brad Winderbaum, Jeremy Latcham et Will Corona Pilgrim au sein des studios Marvel pour décider des concepts qui devraient être abordés, ce qu'il faudrait montrer dans les bandes dessinées, et ce qu'il faudrait laisser aux films. Marvel a précisé quelles bandes dessinées seraient considérées comme des histoires canoniques du MCU, le reste étant simplement inspiré des films.
En août 2011, Marvel a annoncé Les Éditions uniques Marvel (Marvel One-shots), qui sont des courts-métrages édités en direct-to-video contenus dans les éditions Blu-Ray des films de l'univers cinématographique Marvel. Ils mettent en scène des personnages secondaires des films, vivant une histoire indépendamment des Avengers.
- Le Consultant (The Consultant) : inclus dans le Blu-ray de Thor. Il raconte comment les agents Coulson et Sitwell ont fait en sorte que Tony Stark rende visite au général Ross dans la scène post-générique de L'Incroyable Hulk.
- Une drôle d'histoire en allant voir le marteau de Thor (A Funny Thing Happened on the Way to Thor's Hammer) : inclus dans le Blu-ray de Captain America: First Avenger. La folle aventure de Phil Coulson qui arrête un braquage dans une station-service avant d'aller voir le marteau de Thor.
- No 47 (Item 47) : inclus dans le Blu-ray de Avengers. Un couple, ayant trouvé une arme extraterrestre à New-York, se fait repérer par le SHIELD après avoir commis des braquages dans plusieurs banques.
- Agent Carter (Agent Carter) : inclus dans le Blu-ray de Iron Man 3. Le court-métrage raconte comment l'agent Peggy Carter, alors bureaucrate, devient un membre du SHIELD.
- Longue vie au roi (All Hail the King) : inclus dans le Blu-ray de Thor : Le Monde des ténèbres. Trevor Slattery, le faux Mandarin d'Iron Man 3, arrive en prison et doit défendre sa réputation de leader terroriste alors que le gang des Dix Anneaux en veut à sa vie.
- La liste de courses de Peter (Peter's to do list) : inclus dans le Blu-ray de Spider-Man: Far From Home. Peter effectue plusieurs choses de sa liste de course comme aller chercher son passeport, acheter un adaptateur de prise ou encore mettre fin aux activités d'un groupe mafieux.

En mars 2015, le vice-président du développement et de la production d'animation de Marvel, Cort Lane, a déclaré que des liens animés avec le MCU étaient « en préparation ». En juillet, Marvel Studios s'est associé à Google pour produire le programme de fausses informations nommé WHIH Newsfront (ou WHIH: World News). Il s'agit d'une fausse chaîne d'information disponible sur YouTube gratuitement, comptant deux saisons, chacune de 5 épisodes. Ce programme sert d'introduction à différents films. La première saison parle du piratage de la société où Scott Lang travaillait, et de la société Pym Technologies (préparant Ant-Man). La seconde saison parle des accords de Sokovie, de la catastrophe du Wakanda, des évènements relatés dans Avengers: l'ère d'Ultron, et de la rébellion de Steve Rogers (vue dans Captain America: Civil War). Elle traite de l'importance et de l'impact des super héros dans le monde.
En décembre 2016, la web-série Marvel's Agents of SHIELD : Vendetta est diffusée. Il s'agit d'une série dérivée de la série télévisée Les Agents du SHIELD et elle se concentre sur le personnage de Elena Rodriguez, dite Yo-Yo. Mise en ligne en décembre 2016, elle compte une saison de 6 épisodes, racontant une aventure se déroulant entre les saisons 3 et 4 de la série alors que les Accords de Sokovie commencent à être rédigés. En septembre 2019, Sony a créé une version réelle du site fictif TheDailyBugle.net dans le cadre d'une campagne marketing pour promouvoir Spider-Man: Far From Home. Inspiré par de véritables sites web « qui poussent au complot », comme celui d'Alex Jones, le site présente J. K. Simmons reprenant son rôle de J. Jonah Jameson dans une vidéo où il dénonce Spider-Man, avant d'ajouter « Merci d'avoir regardé. N'oubliez pas d'aimer et de vous abonner ! ». En décembre 2020, Marvel Studios a annoncé Je s'appelle Groot, une série de courts métrages mettant en vedette le personnage de Baby Groot pour Disney+, ainsi que Les Légendes des Studios Marvel, une docu-série consacrée aux personnages du MCU.

### Pratiques commerciales

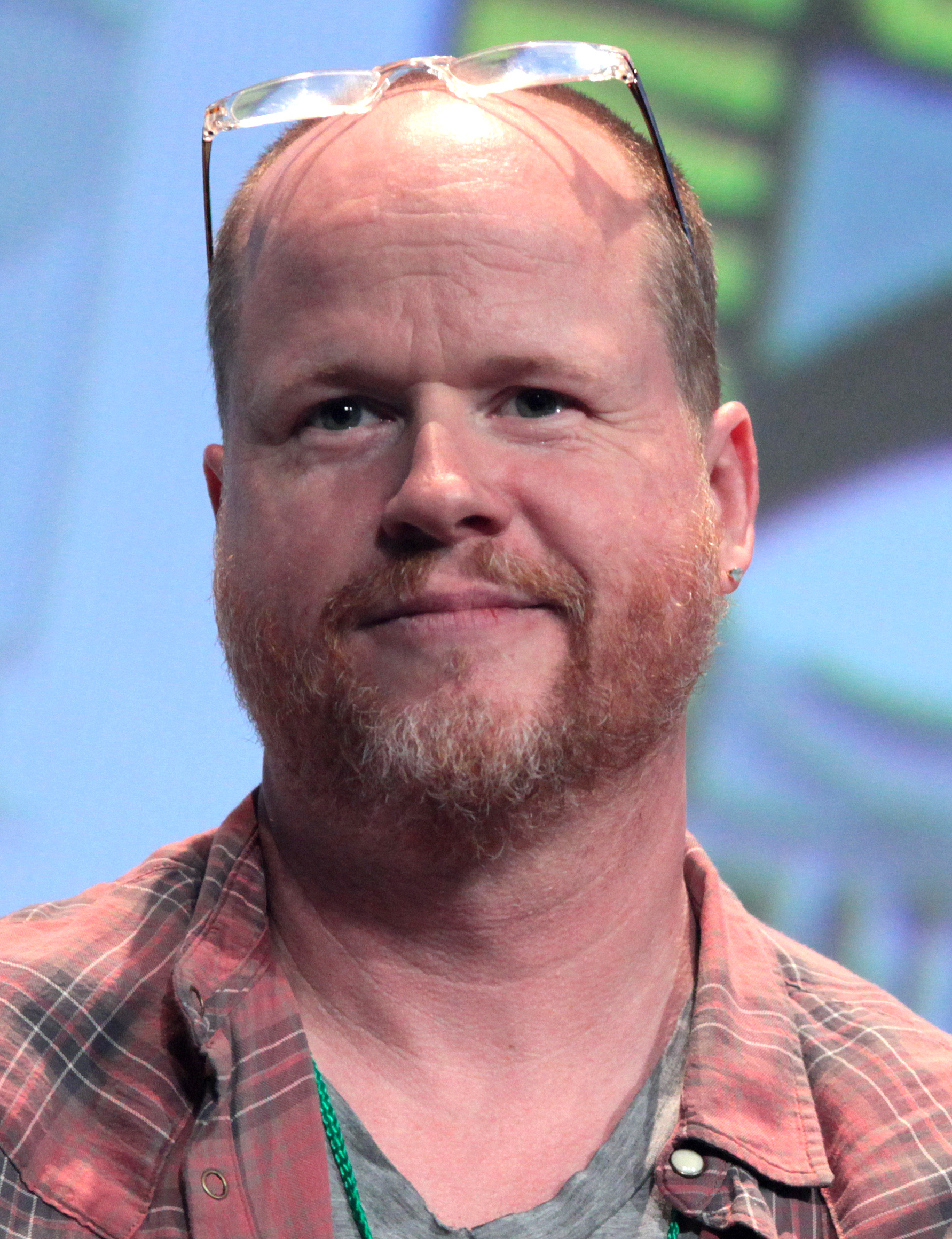
Joss Whedon a largement contribué à la phase deux, offrant un aperçu créatif à tous ses films et lançant la première série télévisée du MCU, Marvel : Les Agents du SHIELD, tout en écrivant et en réalisant Avengers: l'Ère d'Ultron.

Marvel Studios a développé des pratiques commerciales spécifiques pour créer son univers partagé, notamment en choisissant des réalisateurs reconnus en tenant compte de leurs travaux antérieurs. Feige a fait remarquer : « Il n'est pas nécessaire d'avoir réalisé un film rempli d'effets spéciaux pour faire un grand film. Vous devez juste avoir fait quelque chose de singulièrement génial », ajoutant : « Cela a bien fonctionné pour nous quand nous avons embauché des personnes comme Jon Favreau, Joss Whedon, Kenneth Branagh et les frères Russo, qui ont fait de très, très bonnes choses. Il est très rare qu’un film de super-héros fasse partie de la catégorie des films marquants ». Le studio était donc à la recherche de cinéastes à embaucher capables de réaliser un film. Lors de l'embauche de ces derniers, le studio a généralement « un noyau d'une idée de ce qu'il désire », qui est présenté aux potentiels réalisateurs au cours de plusieurs réunions pour discuter du développement du film. « Et si au cours de trois, quatre ou cinq réunions, ils réussissent bien mieux que ce que nous leur annonçons au départ, ils obtiennent généralement le poste », selon Feige. Plus tard, tout en développant ce processus, Feige a expliqué qu'avant de parler d'un film à des réalisateurs, Marvel Studios prépare souvent un lookbook, des influences des bandes dessinées par le département de développement visuel de Marvel, pour créer un modèle visuel pour le film. Celles-ci sont rassemblées lors de réunions que le studio organise tous les 18 mois environ pour planifier et développer les phases du MCU. Cependant, ces lookbooks ne sont pas toujours montrés aux réalisateurs, Marvel préférant parfois laisser le réalisateur proposer ses propres idées en premier.
Lors du développement de Doctor Strange, Scott Derrickson n'a pas bénéficié d'un lookbook, mais a plutôt dévoilé sa véritable conception du film, avec des concept art et des storyboards qu'il avait lui-même réalisés avec son équipe. En revanche, Marvel a partagé plusieurs idées différentes sur ce que à quoi Thor: Ragnarok pourrait ressembler avec certains réalisateurs. Pour cela, Taika Waititi a créé une bobine de grésillement en utilisant des clips d'autres films pour présenter sa vision basée sur les idées de Marvel, une pratique que Marvel a déconseillé car elle « peut souvent être catastrophique ». Cependant, Derrickson et Waititi ont finalement tous les deux été embauchés pour réaliser les films. Pour Captain America : Le Soldat de l'hiver, Anthony et Joe Russo ont rencontré le studio quatre fois en deux mois avant leur embauche, au cours desquels ils « ont continué à être de plus en plus précis sur leur vision », mettant en place des vidéos de présentation, des storyboards, des pages de script. « Nous avons validé un livre de 30 pages contenant tout ce que nous ferions avec le personnage, du thème du film à son ton, en passant par le style de combat ».
Lorsque le studio a embauché Kenneth Branagh et Joe Johnston pour respectivement réaliser Thor et Captain America: First Avenger, il s'est assuré que les deux réalisateurs étaient ouverts à l'idée d'un univers partagé et à l'inclusion de scènes du montage d'Avengers dans leurs films. Joe Russo a déclaré : « C'est un élément très passionnant. Que pouvons-nous mettre en place pour l'avenir ? On nous propose constamment des idées qui affectent non seulement notre film, mais qui peuvent également avoir une influence sur d'autres films ». Son frère Anthony a ajouté : « Ce qui est formidable à propos de l'univers cinématographique Marvel, c'est qu'il s'agit d'un univers très vaste et interconnecté, où les personnages connaîtront leur ascension et leur chute, pour ainsi dire. Au fur et à mesure que l'on avance, on peut commencer à voir que la franchise adopte le même modèle, comme dans les bandes dessinées, où il y a une conclusion avec certains personnages et un début avec d'autres personnages ». Il a ajouté que, pour que les réalisateurs « s'intègrent » chez Marvel, ils doivent comprendre comment « interpréter une histoire plus large et la transformer en un moment unique », tout en la gardant connectée aux autres films.
En permettant aux réalisateurs et aux scénaristes de travailler dans le concept d'univers partagé, Joe Russo a déclaré que Feige a « de grandes idées sur lesquelles travailler, mais la façon dont vous y parvenez est un peu ouverte à l'interprétation et à l'improvisation ». Lors de l'écriture de Captain America : Le Soldat de l'hiver, les frères Russo ont dû faire face à l'idée que le SHIELD soit infiltré par HYDRA, Joe affirmant : « la façon nécessaire pour y arriver dépend de nous. Et je pense que la raison pour laquelle Marvel a connu un tel succès est que c'était un plan clair, que tout est interconnecté et qu'ils construisent un capital émotionnel avec chaque film ». Plus tard, il a expliqué qu'une fois que l'équipe créative de chaque film a trouvé un concept, elle « pose des questions pour savoir si cela interférerait avec le scénario dans un autre film. Ou que se passe-t-il dans un certain film, peut-elle en intégrer une certaine partie dans le film qu'elle conçoit ? C'est là que vous commencez à rechercher l'interdépendance, mais il est très important que le concept soit créé dès le début, parce que vous devez protéger l'idée ».
Loeb a expliqué que Marvel Television se considère « comme une entreprise de producteurs qui travaillent pour soutenir la vision des showrunners. Mais nous sommes impliqués dans tous les aspects de la production — que ce soit avec les scénaristes, le montage sur le plateau, le casting — chaque étape de la production passe par l'équipe Marvel pour raconter la meilleure histoire possible ». Il a ajouté que le studio est capable de travailler sur différentes séries à destination de plusieurs services, car « cela nécessite simplement que nous nous assurions qu'il y ait toujours quelqu'un de familier avec le milieu pour diriger la production ».
Marvel Studios a également commencé à engager ses acteurs pour plusieurs films, notamment avec Samuel L. Jackson, qui a signé un contrat de neuf films. En juillet 2014, Feige a déclaré que le studio faisait signer à tous les acteurs des contrats pour plusieurs films, la norme étant pour 3 ou plus, tandis que les contrats pour 9 ou 12 films sont « plus rares ». Les contrats avec les acteurs comportent également des clauses qui permettent à Marvel d'utiliser jusqu'à trois minutes de la performance d'un acteur d'un film pour une autre production, ce que le studio décrit comme un « matériau de transition ». Chez Marvel Television, des acteurs tels que Charlie Cox (Matt Murdock / Daredevil dans Daredevil) et Adrianne Palicki (Bobbi Morse / Oiseau moqueur dans Les Agents du SHIELD) sont contractuellement obligés d'apparaître dans un film Marvel si on leur demande. En mai 2015, après avoir joué le rôle de Claire Temple dans la première saison de Daredevil, Rosario Dawson a signé avec Marvel pour revenir dans la deuxième saison de la série dans le cadre d'un « accord télévisé exclusif » qui lui permet également d'apparaître dans n'importe quel autre série Marvel de Netflix. Le personnage de Dawson a également été présent dans toutes les autres séries de Netflix, à l'exception de The Punisher, le reliant de la même manière que le personnage de Nick Fury de Jackson dans les films.
En août 2012, Marvel a signé un contrat exclusif avec Joss Whedon jusqu'en juin 2015 pour le cinéma et la télévision. De cette manière, Whedon « contribuerait de manière créative » à la phase deux du MCU et développerait la première série télévisée liée à l'univers. En mars 2013, Whedon a élargi ses responsabilités de consultant, en déclarant : « Je comprends ce que Kevin Feige veut faire et vers où il se dirige, je lis les scripts, je parle aux réalisateurs et aux scénaristes, je donne mon opinion. Parfois, il peut y avoir de l'écriture. Mais je n'essaye pas de modifier les choses, j'essaye juste d'être utile ». Plus tard, il a également expliqué que « Puisque l'histoire a déjà été approuvée et que tout le monde sait ce que nous faisons avec Avengers 2, nous pouvons vraiment l'exposer. Ce n'est pas comme si quelqu'un disait : "eh bien, je ne sais pas, et si j'en ai besoin ?". Vous voulez honorer les événements du dernier film, mais vous ne voulez pas leur être redevable, parce que certaines personnes verront Avengers 2 n'auront vu aucun des films intermédiaires ou même Avengers 1 ». Il a également trouvé que le travail à la télévision et la rédaction de scénarios étaient « un excellent terrain d'entraînement pour gérer cela, parce qu'on vous donne un tas de pièces et on vous dit de les adapter, même si cela est difficile ».
Lorsque les frères Russo et les scénaristes Christopher Markus et Stephen McFeely travaillaient sur Avengers: Infinity War et la phase trois en général, ils ont vu « une ligne directrice, du Soldat de l'hiver, en passant par Civil War, jusqu'à Infinity War », avec des films comme Doctor Strange et Thor: Ragnarok jeter les bases du « point culminant » d'Infinity War. Par la suite, ils ont parlé aux réalisateurs et aux scénaristes des autres films de la phase trois presque chaque semaine, pour s'assurer que tout s'aligne correctement. Peyton Reed, réalisateur d'Ant-Man et d'Ant-Man et la Guêpe, a estimé que la relation et la collaboration entre les réalisateurs de la phase trois étaient « probablement la chose la plus proche d'un studio system des années 30 ou 40, où vous êtes tous sur le terrain et vous travaillez tous sur des choses différentes ».
En avril 2017, avec l'annonce de son retour pour écrire et réaliser Les Gardiens de la Galaxie Vol. 3, James Gunn a révélé qu'il travaillait avec Marvel « pour aider à concevoir ces histoires, et pour s'assurer aussi que l'avenir cosmique de Marvel était aussi spécial, authentique et magique ». Cependant, en juillet 2018, Disney et Marvel ont rompu leurs liens avec Gunn à la suite d'une controverse entourant le réalisateur, concernant plusieurs vieilles blagues qu'il avait faites sur Twitter,. En octobre, Disney et Marvel Studios reviennent finalement sur leur décision et réembauchent Gunn en tant que réalisateur du film.
Le 9 juin 2018, Disney entame une exposition interactive intitulée Marvel Studios: Ten Years of Heroes au ArtScience Museum de Singapour jusqu'au 30 septembre 2018 présentant en 10 sections les grands moments des 19 premiers films de l'univers.
En décembre 2020, en raison de l'impact de la pandémie de Covid-19 sur les cinémas et les studios, Marvel Studios a commencé à évoquer des contrats mis à jour pour les acteurs, les scénaristes, les réalisateurs et les producteurs pour recevoir une compensation ajustée au cas où un film devrait sortir sur Disney+ plutôt qu'au cinéma. The Wrap a indiqué que les nouveaux contrats ne s'appliqueraient qu'aux films sur le point d'entrer en production et qu'il n'était pas clair si des ajustements seraient apportés pour les films déjà terminés mais pas encore sortis.

## Liste des œuvres faisant partie de cet univers

### Longs-métrages
Le premier des films constituant l’univers cinématographique Marvel est Iron Man (2008), distribué par Paramount Pictures. Paramount a également distribué Iron Man 2 (2010), Thor (2011) et Captain America: First Avenger (2011), tandis qu’Universal Pictures s’en chargeait pour L'Incroyable Hulk. Depuis le rachat de Marvel Entertainment par The Walt Disney Company fin 2009, le studio de production est rattaché au Walt Disney Motion Pictures Group et ses films sont distribués par la filiale destinée à l’international depuis Avengers en 2012,.
À partir de cette date, Marvel Studios regroupe rétrospectivement les 6 premiers films de son univers dans un ensemble appelé « phase I » et communique sur les films à venir en tant qu’éléments des phases suivantes.
Initialement, la phase II devait se conclure avec le film choral Avengers : L'Ère d'Ultron. Cependant, Kevin Feige a déclaré en octobre 2014 lors d’une présentation de la phase III que le film Ant-Man n’en constituait plus l’introduction, et qu’il serait considéré à la place comme le dernier film de la phase II.
Par conséquent, c'est le troisième volet des aventures de Captain America, intitulé Captain America: Civil War, qui a introduit la phase III composée de onze films qui sont sortis entre mai 2016 et juillet 2019 et qui s'est conclue par Spider-Man: Far From Home.
Le 23 avril 2016, le studio retire la date du film Inhumans, initialement prévu pour 2019, de son calendrier. Kevin Feige déclare : « Ce n'est pas parce qu'ils le font à la télé que l'on ne fera pas le film, c'est plutôt qu'on ne sait pas QUAND on pourra le faire ». En novembre 2016, il est bel et bien confirmé que le film ne verra pas le jour.
Le 19 avril 2019, Kevin Feige précise que la phase III se conclura avec Spider-Man: Far From Home et non Avengers: Endgame comme supposé auparavant.
Le 20 juillet 2019 à la Comic Con de San Diego, la phase IV a été annoncée avec cinq films, liés aux cinq séries en développement sur Disney+ (Falcon et le Soldat de l'hiver, WandaVision, Loki, What If...? et Hawkeye). D'autres films en projet, comme les suites de Black Panther, Captain Marvel et Les Gardiens de la Galaxie Vol. 2, ainsi que des reboots des X-Men, Blade et les Quatre Fantastiques sont confirmés sans avoir été rattachés à une continuité.
En 2021, la phase IV est officialisée avec les films suivants : Black Widow, Shang-Chi et la Légende des Dix Anneaux, Les Éternels, Spider-Man: No Way Home, et en 2022 avec Doctor Strange in the Multiverse of Madness, Thor: Love and Thunder et enfin Black Panther: Wakanda Forever.
En 2023, la phase V est officialisée avec les films suivants : Ant-Man et la Guêpe : Quantumania, Les Gardiens de la Galaxie Vol. 3, et The Marvels et en 2024 avec Deadpool et Wolverine.
Le 29 septembre 2022, il est annoncé qu'Armor Wars, initialement prévu en tant que série sur Disney+, est finalement en projet en tant que film à part entière pour une sortie au cinéma.
En octobre 2022, Disney annonce dans son planning que Blade, Deadpool et Wolverine, Les Quatre Fantastiques : Premiers pas et Avengers: Secret Wars sont repoussées de plusieurs mois à la suite du départ de Bassam Tariq de la réalisation de Blade. La grève des scénaristes de mai 2023 perturbe à nouveau la pré-production de plusieurs films et séries, mais Marvel assure alors tout faire pour rester aux date fixées.

#### La Saga de l'Infini
Les films contenus dans les trois premières phases de l'Univers Cinématographique Marvel constituent La Saga de l'Infini (The Infinity Saga).
| Ordre                                         | Titre original                      | Titre français                         | Titre québécois                          | Réalisation              | Scénario                                                                                            | Production                              | Date de sortie                  |
| --------------------------------------------- | ----------------------------------- | -------------------------------------- | ---------------------------------------- | ------------------------ | --------------------------------------------------------------------------------------------------- | --------------------------------------- | ------------------------------- |
| The Infinity Saga (litt. La Saga de l'Infini) |                                     |                                        |                                          |                          | |                                         |                                 |
| Phase I                                       |                                     |                                        |                                          |                          | |                                         |                                 |
| 1                                             | Iron Man                            | Iron Man                               | Iron Man                                 | Jon Favreau              | Matt Holloway, Art Marcum, Mark Fergus et Hawk Ostby                                                | Avi Arad et Kevin Feige                 | 2 mai 2008 30 avril 2008        |
| 2                                             | The Incredible Hulk                 | L'Incroyable Hulk                      | L'Incroyable Hulk                        | Louis Leterrier          | Zak Penn, Edward Norton et Louis Leterrier                                                          | Avi Arad, Gale Anne Hurd et Kevin Feige | 13 juin 2008 23 juillet 2008    |
| 3                                             | Iron Man 2                          | Iron Man 2                             | Iron Man 2                               | Jon Favreau              | Justin Theroux                                                                                      | Kevin Feige                             | 7 mai 2010 28 avril 2010        |
| 4                                             | Thor                                | Thor                                   | Thor                                     | Kenneth Branagh          | Mark Protosevich, Ashley Miller et Zak Stentz                                                       | Kevin Feige                             | 6 mai 2011 27 avril 2011        |
| 5                                             | Captain America: The First Avenger  | Captain America: First Avenger         | Capitaine America : Le Premier Vengeur   | Joe Johnston             | Christopher Markus et Stephen McFeely                                                               | Kevin Feige                             | 22 juillet 2011 17 août 2011    |
| 6                                             | Marvel's The Avengers               | Avengers                               | Les Avengers : Le film                   | Joss Whedon              | Zak Penn et Joss Whedon                                                                             | Kevin Feige                             | 4 mai 2012 25 avril 2012        |
| Phase II                                      |                                     |                                        |                                          |                          | |                                         |                                 |
| 7                                             | Iron Man 3                          | Iron Man 3                             | Iron Man 3                               | Shane Black              | Shane Black et Drew Pearce                                                                          | Kevin Feige                             | 3 mai 2013 24 avril 2013        |
| 8                                             | Thor: The Dark World                | Thor : Le Monde des ténèbres           | Thor : Un monde obscur                   | Alan Taylor              | Don Payne, Robert Rodat, Christopher Markus et Stephen McFeely                                      | Kevin Feige                             | 8 novembre 2013 30 octobre 2013 |
| 9                                             | Captain America: The Winter Soldier | Captain America : Le Soldat de l'hiver | Capitaine America : Le Soldat de l'hiver | Anthony et Joe Russo     | Christopher Markus et Stephen McFeely                                                               | Kevin Feige                             | 4 avril 2014 26 mars 2014       |
| 10                                            | Guardians of the Galaxy             | Les Gardiens de la Galaxie             | Les Gardiens de la Galaxie               | James Gunn               | James Gunn et Nicole Perlman                                                                        | Kevin Feige                             | 1er août 2014 13 août 2014      |
| 11                                            | Avengers: Age of Ultron             | Avengers : L'Ère d'Ultron              | Avengers : L'Ère d'Ultron                | Joss Whedon              | Joss Whedon                                                                                         | Kevin Feige                             | 1er mai 2015 22 avril 2015      |
| 12                                            | Ant-Man                             | Ant-Man                                | Ant-Man                                  | Peyton Reed              | Adam McKay, Paul Rudd, Edgar Wright et Joe Cornish                                                  | Kevin Feige                             | 17 juillet 2015 14 juillet 2015 |
| Phase III                                     |                                     |                                        |                                          |                          | |                                         |                                 |
| 13                                            | Captain America: Civil War          | Captain America: Civil War             | Capitaine America : La Guerre civile     | Anthony et Joe Russo     | Christopher Markus et Stephen McFeely                                                               | Kevin Feige                             | 6 mai 2016 27 avril 2016        |
| 14                                            | Doctor Strange                      | Doctor Strange                         | Docteur Strange                          | Scott Derrickson         | Scott Derrickson, C. Robert Cargill et Jon Spaihts                                                  | Kevin Feige                             | 4 novembre 2016 26 octobre 2016 |
| 15                                            | Guardians of the Galaxy Vol. 2      | Les Gardiens de la Galaxie Vol. 2      | Les Gardiens de la Galaxie Vol. 2        | James Gunn               | James Gunn                                                                                          | Kevin Feige                             | 5 mai 2017 26 avril 2017        |
| 16                                            | Spider-Man: Homecoming              | Spider-Man: Homecoming                 | Spider-Man : Les Retrouvailles           | Jon Watts                | Jon Watts, Jonathan Goldstein, John Francis Daley, Christopher Ford, Chris McKenna, et Erik Sommers | Kevin Feige et Amy Pascal               | 7 juillet 2017 12 juillet 2017  |
| 17                                            | Thor: Ragnarok                      | Thor: Ragnarok                         | Thor: Ragnarok                           | Taika Waititi            | Craig Kyle, Christopher L. Yost et Eric Pearson                                                     | Kevin Feige                             | 3 novembre 2017 25 octobre 2017 |
| 18                                            | Black Panther                       | Black Panther                          | Panthère noire                           | Ryan Coogler             | Joe Robert Cole et Ryan Coogler                                                                     | Kevin Feige                             | 16 février 2018 14 février 2018 |
| 19                                            | Avengers: Infinity War              | Avengers: Infinity War                 | Avengers : La Guerre de l'infini         | Anthony et Joe Russo     | Christopher Markus et Stephen McFeely                                                               | Kevin Feige                             | 27 avril 2018 25 avril 2018     |
| 20                                            | Ant-Man and the Wasp                | Ant-Man et la Guêpe                    | Ant-Man et la Guêpe                      | Peyton Reed              | Chris McKenna, Erik Sommers, Andrew Barrer, Paul Rudd et Gabriel Ferrari                            | Kevin Feige                             | 6 juillet 2018 18 juillet 2018  |
| 21                                            | Captain Marvel                      | Captain Marvel                         | Capitaine Marvel                         | Anna Boden et Ryan Fleck | Meg LeFauve, Nicole Perlman et Geneva Robertson-Dworet                                              | Kevin Feige                             | 8 mars 2019 6 mars 2019         |
| 22                                            | Avengers: Endgame                   | Avengers: Endgame                      | Avengers : Phase finale                  | Anthony et Joe Russo     | Christopher Markus et Stephen McFeely                                                               | Kevin Feige                             | 26 avril 2019 24 avril 2019     |
| 23                                            | Spider-Man: Far From Home           | Spider-Man: Far From Home              | Spider-Man : Loin des siens              | Jon Watts                | Chris McKenna et Erik Sommers                                                                       | Kevin Feige et Amy Pascal               | 2 juillet 2019 3 juillet 2019   |

#### La Saga du Multivers
| Ordre                                            | Titre original                              | Titre français                              | Titre québécois                               | Réalisation           | Scénario                                                                | Production                                                     | Date de sortie                      |
| ------------------------------------------------ | ------------------------------------------- | ------------------------------------------- | --------------------------------------------- | --------------------- | ----------------------------------------------------------------------- | -------------------------------------------------------------- | ----------------------------------- |
| The Multiverse Saga (litt. La Saga du Multivers) |                                             |                                             |                                               |                       |                                                                         |                                                                |                                     |
| Phase IV                                         |                                             |                                             |                                               |                       |                                                                         |                                                                |                                     |
| 24                                               | Black Widow                                 | Black Widow                                 | Black Widow                                   | Cate Shortland        | Eric Pearson                                                            | Kevin Feige                                                    | 9 juillet 2021 7 juillet 2021       |
| 25                                               | Shang-Chi and the Legend of the Ten Rings   | Shang-Chi et la Légende des Dix Anneaux     | Shang-Chi et la Légende des Dix Anneaux       | Destin Daniel Cretton | Dave Callaham, Destin Daniel Cretton et Andrew Lanham                   | Kevin Feige et Jonathan Schwartz                               | 3 septembre 2021 1er septembre 2021 |
| 26                                               | Eternals                                    | Les Éternels                                | Éternels                                      | Chloé Zhao            | Chloé Zhao, Patrick Burleigh et Matthew K. Firpo & Ryan Firpo           | Kevin Feige et Nate Moore                                      | 5 novembre 2021 3 novembre 2021     |
| 27                                               | Spider-Man: No Way Home                     | Spider-Man: No Way Home                     | Spider-Man : Sans retour                      | Jon Watts             | Chris McKenna et Erik Sommers                                           | Kevin Feige et Amy Pascal                                      | 17 décembre 2021 15 décembre 2021   |
| 28                                               | Doctor Strange in the Multiverse of Madness | Doctor Strange in the Multiverse of Madness | Docteur Strange dans le multivers de la folie | Sam Raimi             | Michael Waldron                                                         | Kevin Feige                                                    | 6 mai 2022 4 mai 2022               |
| 29                                               | Thor: Love and Thunder                      | Thor: Love and Thunder                      | Thor : Amour et tonnerre                      | Taika Waititi         | Taika Waititi et Jennifer Kaytin Robinson                               | Kevin Feige et Brad Winderbaum                                 | 8 juillet 2022 13 juillet 2022      |
| 30                                               | Black Panther: Wakanda Forever              | Black Panther: Wakanda Forever              | Black Panther : Longue vie au Wakanda         | Ryan Coogler          | Ryan Coogler et Joe Robert Cole                                         | Kevin Feige                                                    | 11 novembre 2022 9 novembre 2022    |
| Phase V                                          |                                             |                                             |                                               |                       |                                                                         |                                                                |                                     |
| 31                                               | Ant-Man and the Wasp: Quantumania           | Ant-Man et la Guêpe : Quantumania           | Ant-Man et la Guêpe : Quantumania             | Peyton Reed           | Jeff Loveness                                                           | Kevin Feige et Stephen Broussard                               | 17 février 2023 15 février 2023     |
| 32                                               | Guardians of the Galaxy Vol. 3              | Les Gardiens de la Galaxie Vol. 3           | Les Gardiens de la Galaxie Vol. 3             | James Gunn            | James Gunn                                                              | Kevin Feige                                                    | 5 mai 2023 3 mai 2023               |
| 33                                               | The Marvels                                 | The Marvels                                 | Les Marvel                                    | Nia DaCosta           | Megan McDonnell, Nia DaCosta et Elissa Karasik                          | Kevin Feige                                                    | 10 novembre 2023 8 novembre 2023    |
| 34                                               | Deadpool & Wolverine                        | Deadpool et Wolverine                       | Deadpool et Wolverine                         | Shawn Levy            | Rhett Reese, Paul Wernick, Zeb Wells, Ryan Reynolds et Shawn Levy       | Kevin Feige, Ryan Reynolds, Shawn Levy et Lauren Shuler Donner | 26 juillet 2024 24 juillet 2024     |
| 35                                               | Captain America: Brave New World            | Captain America: Brave New World            | Capitaine America : Le Meilleur des Mondes    | Julius Onah           | Rob Edwards, Malcolm Spellman, Dalan Musson, Julius Onah et Peter Glanz | Kevin Feige                                                    | 14 février 2025 12 février 2025     |
| 36                                               | Thunderbolts*                               | Thunderbolts*                               | Thunderbolts*                                 | Jake Schreier         | Eric Pearson et Joanna Calo                                             | Kevin Feige                                                    | 2 mai 2025 30 avril 2025            |
| Phase VI,                                        |                                             |                                             |                                               |                       |                                                                         |                                                                |                                     |
| 37                                               | The Fantastic Four: First Steps             | Les Quatre Fantastiques : Premiers pas      | Les Quatre Fantastiques : Premiers pas        | Matt Shakman          | Josh Friedman et Eric Pearson                                           | Kevin Feige                                                    | 25 juillet 2025 23 juillet 2025     |

##### Futur
| Ordre                                    | Titre original            | Titre français            | Réalisation           | Scénario                           | Production                | Date de sortie                                                  |
| ---------------------------------------- | ------------------------- | ------------------------- | --------------------- | ---------------------------------- | ------------------------- | --------------------------------------------------------------- |
| 38                                       | Spider-Man: Brand New Day | Spider-Man: Brand New Day | Destin Daniel Cretton | Chris McKenna et Erik Sommers      | Kevin Feige et Amy Pascal | Dates sujettes à modification 31 juillet 2026 29 juillet 2026   |
| 39                                       | Avengers: Doomsday        | Avengers: Doomsday        | Anthony et Joe Russo  | Stephen McFeely et Michael Waldron | Kevin Feige               | Dates sujettes à modification 18 décembre 2026 16 décembre 2026 |
| 40                                       | Avengers: Secret Wars     | Avengers: Secret Wars     | Anthony et Joe Russo  | Stephen McFeely et Michael Waldron | Kevin Feige               | Dates sujettes à modification 17 décembre 2027 15 décembre 2027 |
| The Third Saga (litt. La Troisième Saga) |                           |                           |                       |                                    |                           |                                                                 |
| Phase VII                                |                           |                           |                       |                                    |                           |                                                                 |
| 41                                       | X-Men                     | X-Men                     | Jake Schreier         | Michael Lesslie                    | Kevin Feige               | NC                                                              |

### Séries télévisées
Il existe aussi des séries télévisées dérivées liées à cet univers. La première est Marvel : Les Agents du SHIELD, diffusée dès septembre 2013 aux États-Unis, avec Jed Whedon, Maurissa Tancharoen et Jeffrey Bell comme showrunners. Clark Gregg y reprend son rôle de l'agent Phil Coulson. La seconde série est créée à la suite du film Captain America: First Avenger et au court-métrage centré sur Peggy Carter. Elle est axée autour de cette dernière et ses actions en tant qu'agent de la SSR (Section Scientifique de Réserve) en 1946, après la disparition de Steve Rogers. Cette série, intitulée Agent Carter est diffusée dès janvier 2015 sur la chaîne américaine ABC. Il est à noter que les chaînes et services ABC, Freeform, Hulu et Disney+ sont des filiales de la Walt Disney Company.
En septembre 2018, il est annoncé que des mini-séries dérivées vont être produites et diffusées sur la future plateforme de streaming de Disney, notamment l'une centrée sur le personnage de Loki et une autre sur Wanda Maximoff. Dans les semaines qui suivent, Marvel et Netflix annoncent l'annulation de Iron Fist, Luke Cage et Daredevil, puis en février, les deux dernières séries produites pour Netflix, The Punisher et Jessica Jones, sont officiellement non renouvelées. Le contrat originel interdisant de réutiliser les personnages de Daredevil, Jessica Jones, Luke Cage et Iron Fist sur une autre plate-forme avant deux ans, si de nouvelles séries pour Disney+ ne sont pas exclues, elles ne seront pas créées avant 2020 ; le personnage du Punisher n'est pas inclus dans le contrat car sa série est dérivée de Daredevil. Une troisième série centrée sur Clint Barton / Hawkeye pour Disney+ est annoncée en avril 2019, l'acteur Jeremy Renner reprenant le rôle, et racontant la passation du nom à Kate Bishop.
À la Comic Con de San Diego de 2019, Kevin Feige annonce que les cinq mini-séries en production pour la plate-forme Disney+ feront partie intégrante de la phase IV du MCU. Elles comptent Falcon et le Soldat de l'Hiver, WandaVision, Loki, What If...? et Hawkeye. Un mois plus tard, lors de la convention D23, trois nouvelles séries sont annoncées, centrées sur Kamala Khan / Ms. Marvel, Moon Knight et She-Hulk.
En décembre 2020, Kevin Feige annonce plusieurs nouvelles séries à destination de Disney+, Ironheart sur Riri Williams, Secret Invasion sur l'invasion Skrull, avec Nick Fury et Talos tous deux vus dans le film Captain Marvel, I am Groot mettant en scène le personnage de Groot, et Armor Wars, centrée sur James Rhodes / War Machine.
À la Comic Con de San Diego de 2022, Kevin Feige annonce les séries Secret Invasion, Echo, Agatha All Along (à l'époque nommée « Agatha: House of Harkness ») centrée sur le personnage d’Agatha Harkness apparue dans la série WandaVision ainsi qu’une nouvelle série sur le personnage Daredevil, Daredevil: Born Again, les acteurs Charlie Cox et Vincent D'Onofrio reprenant leurs rôles, mais l'histoire étant sans lien officiel avec la précédente production.
En septembre 2022, Kevin Feige confirme la série Armor Wars avec Don Cheadle, après un silence autour de la production de plus de deux ans, et dévoile également un nouveau logo pour cette dernière. Quelques jours plus tard, le 29 septembre, il est dit que la série est finalement développée en tant que film à part entière.
Après une première période de développement, devant les retours décevants sur le début de cette nouvelle série, les producteurs de Daredevil: Born Again ont décidé de reprendre l'écriture depuis le début ; plus tard, d'Onofrio confirme que les scénaristes ont finalement décidé de considérer les événements des séries Netflix comme faisant partie du canon de l'univers cinématographique Marvel.

#### SériesMarvel Television
| Marvel : Les Agents du SHIELD | 1 | Joss Whedon, Jed Whedon, Maurissa Tancharoen | Jed Whedon, Maurissa Tancharoen, Jeffrey Bell  | 22 | Phase II  | 24 septembre 2013 – 13 mai 2014 sur ABC      | 26 octobre 2014 – 14 décembre 2014 sur Série Club   |                              |  |  |  |  |  |  |  |  |  |  |  |
| Marvel : Les Agents du SHIELD | 2 | Joss Whedon, Jed Whedon, Maurissa Tancharoen | Jed Whedon, Maurissa Tancharoen, Jeffrey Bell  | 22 | Phase II  | 23 septembre 2014 – 12 mai 2015 sur ABC      | 25 octobre 2015 – 13 décembre 2015 sur Série Club   |                              |  |  |  |  |  |  |  |  |  |  |  |
| Marvel : Les Agents du SHIELD | 3 | Joss Whedon, Jed Whedon, Maurissa Tancharoen | Jed Whedon, Maurissa Tancharoen, Jeffrey Bell  | 22 | Phase II  | 29 septembre 2015 – 17 mai 2016 sur ABC      | 30 octobre 2016 – 18 décembre 2016 sur Série Club   |                              |  |  |  |  |  |  |  |  |  |  |  |
| Marvel : Les Agents du SHIELD | 4 | Joss Whedon, Jed Whedon, Maurissa Tancharoen | Jed Whedon, Maurissa Tancharoen, Jeffrey Bell  | 22 | Phase III | 20 septembre 2016 – 16 mai 2017 sur ABC      | 3 octobre 2017 – 14 novembre 2017 sur Série Club    |                              |  |  |  |  |  |  |  |  |  |  |  |
| Marvel : Les Agents du SHIELD | 5 | Joss Whedon, Jed Whedon, Maurissa Tancharoen | Jed Whedon, Maurissa Tancharoen, Jeffrey Bell  | 22 | Phase III | 1er décembre 2017 - 18 mai 2018 sur ABC      | 1er octobre 2018 - 19 novembre 2018 sur Série Club  |                              |  |  |  |  |  |  |  |  |  |  |  |
| Marvel : Les Agents du SHIELD | 6 | Joss Whedon, Jed Whedon, Maurissa Tancharoen | Jed Whedon, Maurissa Tancharoen, Jeffrey Bell  | 13 | Phase III | 10 mai 2019 - 2 août 2019 sur ABC            | 11 janvier 2020 - 15 février 2020 sur Série Club    |                              |  |  |  |  |  |  |  |  |  |  |  |
| Marvel : Les Agents du SHIELD | 7 | Joss Whedon, Jed Whedon, Maurissa Tancharoen | Jed Whedon, Maurissa Tancharoen, Jeffrey Bell  | 13 | Phase III | 27 mai 2020 - 12 août 2020 sur ABC           | 4 décembre 2021 - 25 décembre 2021 sur Série Club   |                              |  |  |  |  |  |  |  |  |  |  |  |
|                               |   |                                              |                                                |    |           |                                              |                                                     |                              |  |  |  |  |  |  |  |  |  |  |  |
| Agent Carter                  | 1 | Christopher Markus et Stephen McFeely        | Tara Butters, Michele Fazekas et Chris Dingess | 8  | Phase II  | 6 janvier 2015 – 24 février 2015 sur ABC     | 10 juillet 2015 - 31 juillet 2015 sur Canal+ Family |                              |  |  |  |  |  |  |  |  |  |  |  |
| Agent Carter                  | 2 | Christopher Markus et Stephen McFeely        | Tara Butters, Michele Fazekas et Chris Dingess | 10 | Phase II  | 19 janvier 2016 – 1er mars 2016 sur ABC      | 8 juillet 2016 - 5 août 2016 sur Canal+ Family      |                              |  |  |  |  |  |  |  |  |  |  |  |
|                               |   |                                              |                                                |    |           |                                              |                                                     |                              |  |  |  |  |  |  |  |  |  |  |  |
| Inhumans                      | 1 | Scott Buck                                   | Scott Buck                                     | 8  | Phase III | 29 septembre 2017 - 10 novembre 2017 sur ABC | 21 juin 2018 - 12 juillet 2018 sur Altice Studio    |                              |  |  |  |  |  |  |  |  |  |  |  |
| Séries Netflix                |   |                                              |                                                |    |           |                                              |                                                     |                              |  |  |  |  |  |  |  |  |  |  |  |
| Daredevil                     | 1 | Drew Goddard                                 | Steven S. DeKnight                             | 13 | Phase II  | 10 avril 2015 sur Netflix                    | 10 avril 2015 sur Netflix                           |                              |  |  |  |  |  |  |  |  |  |  |  |
| Daredevil                     | 2 | Drew Goddard                                 | Douglas Petrie et Marco Ramirez                | 13 | Phase II  | 18 mars 2016 sur Netflix                     | 18 mars 2016 sur Netflix                            |                              |  |  |  |  |  |  |  |  |  |  |  |
| Daredevil                     | 3 | Drew Goddard                                 | Erik Oleson                                    | 13 | Phase III | 19 octobre 2018 sur Netflix                  | 19 octobre 2018 sur Netflix                         |                              |  |  |  |  |  |  |  |  |  |  |  |
|                               |   |                                              |                                                |    |           |                                              |                                                     |                              |  |  |  |  |  |  |  |  |  |  |  |
| Jessica Jones                 | 1 | Melissa Rosenberg                            | Melissa Rosenberg                              | 13 | Phase II  | 20 novembre 2015 sur Netflix                 | 20 novembre 2015 sur Netflix                        | 20 novembre 2015 sur Netflix |  |  |  |  |  |  |  |  |  |  |  |
| Jessica Jones                 | 2 | Melissa Rosenberg                            | Melissa Rosenberg                              | 13 | Phase III | 8 mars 2018 sur Netflix                      | 8 mars 2018 sur Netflix                             |                              |  |  |  |  |  |  |  |  |  |  |  |
| Jessica Jones                 | 3 | Melissa Rosenberg                            | Melissa Rosenberg                              | 13 | Phase III | 14 juin 2019 sur Netflix                     | 14 juin 2019 sur Netflix                            |                              |  |  |  |  |  |  |  |  |  |  |  |
|                               |   |                                              |                                                |    |           |                                              |                                                     |                              |  |  |  |  |  |  |  |  |  |  |  |
| Luke Cage                     | 1 | Cheo Hodari Coker                            | Cheo Hodari Coker                              | 13 | Phase III | 30 septembre 2016 sur Netflix                | 30 septembre 2016 sur Netflix                       |                              |  |  |  |  |  |  |  |  |  |  |  |
| Luke Cage                     | 2 | Cheo Hodari Coker                            | Cheo Hodari Coker                              | 13 | Phase III | 22 juin 2018 sur Netflix                     | 22 juin 2018 sur Netflix                            |                              |  |  |  |  |  |  |  |  |  |  |  |
|                               |   |                                              |                                                |    |           |                                              |                                                     |                              |  |  |  |  |  |  |  |  |  |  |  |
| Iron Fist                     | 1 | Scott Buck                                   | Scott Buck                                     | 13 | Phase III | 17 mars 2017 sur Netflix                     | 17 mars 2017 sur Netflix                            |                              |  |  |  |  |  |  |  |  |  |  |  |
| Iron Fist                     | 2 | Scott Buck                                   | Raven Metzner                                  | 10 | Phase III | 7 septembre 2018 sur Netflix                 | 7 septembre 2018 sur Netflix                        |                              |  |  |  |  |  |  |  |  |  |  |  |
|                               |   |                                              |                                                |    |           |                                              |                                                     |                              |  |  |  |  |  |  |  |  |  |  |  |
| The Defenders                 | 1 | Marco Ramirez                                | Marco Ramirez                                  | 8  | Phase III | 18 août 2017 sur Netflix                     | 18 août 2017 sur Netflix                            |                              |  |  |  |  |  |  |  |  |  |  |  |
|                               |   |                                              |                                                |    |           |                                              |                                                     |                              |  |  |  |  |  |  |  |  |  |  |  |
| The Punisher                  | 1 | Steve Lightfoot                              | Steve Lightfoot                                | 13 | Phase III | 17 novembre 2017 sur Netflix                 | 17 novembre 2017 sur Netflix                        |                              |  |  |  |  |  |  |  |  |  |  |  |
| The Punisher                  | 2 | Steve Lightfoot                              | Steve Lightfoot                                | 13 | Phase III | 18 janvier 2019 sur Netflix                  | 18 janvier 2019 sur Netflix                         |                              |  |  |  |  |  |  |  |  |  |  |  |
| Séries Hulu                   |   |                                              |                                                |    |           |                                              |                                                     |                              |  |  |  |  |  |  |  |  |  |  |  |
| Runaways                      | 1 | Josh Schwartz, Stephanie Savage              | Josh Schwartz, Stephanie Savage                | 10 | Phase III | 21 novembre 2017 - 9 janvier 2018 sur Hulu   | 4 décembre 2018 - 1er janvier 2019 sur Syfy         |                              |  |  |  |  |  |  |  |  |  |  |  |
| Runaways                      | 2 | Josh Schwartz, Stephanie Savage              | Josh Schwartz, Stephanie Savage                | 13 | Phase III | 21 décembre 2018 sur Hulu                    | 5 février 2019 - 12 mars 2019 sur Syfy              |                              |  |  |  |  |  |  |  |  |  |  |  |
| Runaways                      | 3 | Josh Schwartz, Stephanie Savage              | Josh Schwartz, Stephanie Savage                | 10 | Phase III | 13 décembre 2019 sur Hulu                    | 5 mars 2020 - 2 avril 2020 sur Syfy                 |                              |  |  |  |  |  |  |  |  |  |  |  |
| Série Freeform                |   |                                              |                                                |    |           |                                              |                                                     |                              |  |  |  |  |  |  |  |  |  |  |  |
| Cloak and Dagger              | 1 | Joe Pokaski                                  | Joe Pokaski                                    | 10 | Phase III | 7 juin 2018 - 2 août 2018 sur Freeform       | 8 juin 2018 - 3 août 2018 sur Prime Video           |                              |  |  |  |  |  |  |  |  |  |  |  |
| Cloak and Dagger              | 2 | Joe Pokaski                                  | Joe Pokaski                                    | 10 | Phase III | 4 avril 2019 - 30 mai 2019 sur Freeform      | 5 avril 2019 - 31 mai 2019 sur Prime Video          |                              |  |  |  |  |  |  |  |  |  |  |  |

#### SériesMarvel Studios
Elle sont diffusées sur Disney+ à l'exception d'Echo également diffusés sur Hulu.
| Séries                            | Saisons | Scénaristes principaux                | Réalisateur(s)                                                          | Nombre d'épisodes | Phase    | Diffusion                           |      |
| --------------------------------- | ------- | ------------------------------------- | ----------------------------------------------------------------------- | ----------------- | -------- | ----------------------------------- | ---- |
| Les Légendes des Studios Marvel   | 1       | Aucun                                 | Aucun                                                                   | 26                | Phase IV | 8 janvier 2021 – 6 décembre 2022    |      |
| Les Légendes des Studios Marvel   | 2       | Aucun                                 | Aucun                                                                   | 21                | Phase V  | 10 février 2023 - 13 juin 2025      |      |
| Les Légendes des Studios Marvel   | 3       | Aucun                                 | Aucun                                                                   | 1                 | Phase VI | 29 juillet 2025 – en production     |      |
| Marvel Studios : Rassemblement    | 1       | Aucun                                 | Aucun                                                                   | 14                | Phase IV | 12 mars 2021 – 8 février 2023       |      |
| Marvel Studios : Rassemblement    | 2       | Aucun                                 | Aucun                                                                   | 9                 | Phase V  | 19 juillet 2023 – 13 novembre 2024  |      |
| WandaVision                       | 1       | Jac Schaeffer                         | Matt Shakman                                                            | 9                 | Phase IV | 15 janvier 2021 – 5 mars 2021       |      |
| Falcon et le Soldat de l'hiver    | 1       | Malcolm Spellman                      | Kari Skogland                                                           | 6                 | Phase IV | 19 mars 2021 – 23 avril 2021        |      |
| Loki                              | 1       | Michael Waldron                       | Kate Herron                                                             | 6                 | Phase IV | 9 juin 2021 – 14 juillet 2021       |      |
| Loki                              | 2       | Eric Martin (en)                      | Justin Benson et Aaron Moorhead                                         | 6                 | Phase V  | 6 octobre 2023 – 10 novembre 2023   |      |
| What If...?                       | 1       | A.C. Bradley                          | Bryan Andrews                                                           | 9                 | Phase IV | 11 août 2021 – 6 octobre 2021       |      |
| What If...?                       | 2       | A.C. Bradley                          | Bryan Andrews et Stephan Franck                                         | 9                 | Phase V  | 22 décembre 2023 – 30 décembre 2023 |      |
| What If...?                       | 3       | Matthew Chauncey                      | Bryan Andrews                                                           | 8                 | Phase V  | 22 décembre 2024 - 29 décembre 2024 |      |
| Hawkeye                           | 1       | Jonathan Igla                         | Rhys Thomas (en) et Bert & Bertie                                       | 6                 | Phase IV | 24 novembre 2021 - 22 décembre 2021 |      |
| Moon Knight                       | 1       | Jeremy Slater                         | Mohamed Diab et Justin Benson et Aaron Moorhead                         | 6                 | Phase IV | 30 mars 2022 - 4 mai 2022           |      |
| Miss Marvel                       | 1       | Bisha K. Ali                          | Adil El Arbi et Bilall Fallah, Meera Menon et Sharmeen Obaid-Chinoy     | 6                 | Phase IV | 8 juin 2022 - 13 juillet 2022       |      |
| Je s'appelle Groot                | 1       | Kirsten Lepore                        | Kirsten Lepore                                                          | 5                 | Phase IV | 10 août 2022                        |      |
| Je s'appelle Groot                | 2       | Kirsten Lepore                        | Kirsten Lepore                                                          | 5                 | Phase IV | 6 septembre 2023                    |      |
| She-Hulk : Avocate                | 1       | Jessica Gao                           | Kat Coiro et Anu Valia                                                  | 9                 | Phase IV | 18 août 2022 - 13 octobre 2022      |      |
| Secret Invasion                   | 1       | Kyle Bradstreet                       | Ali Selim                                                               | 6                 | Phase V  | 21 juin 2023 - 26 juillet 2023      |      |
| Echo                              | 1       | Marion Dayre et Amy Rardin            | Sydney Freeland et Catriona McKenzie                                    | 5                 | Phase V  | 10 janvier 2024                     |      |
| Agatha All Along                  | 1       | Jac Schaeffer                         | Jac Schaeffer, Gandja Monteiro et Rachel Goldberg                       | 9                 | Phase V  | 18 septembre 2024 - 30 octobre 2024 |      |
| Votre fidèle serviteur Spider-Man | 1       | Jeff Trammell                         | Melchior Zwyer, Liza Singer et Stu Livingston                           | 10                | Phase V  | 29 janvier 2025 - 19 février 2025   |      |
| Votre fidèle serviteur Spider-Man | 2       | Jeff Trammell                         | NC                                                                      | 10                | Phase VI | 2026                                |      |
| Daredevil: Born Again             | 1       | Dario Scardapane                      | Michael Cuesta et Justin Benson et Aaron Moorhead                       | 9                 | Phase V  | 4 mars 2025 - 22 avril 2025         |      |
| Daredevil: Born Again             | 2       | Dario Scardapane                      | Michael Cuesta et Justin Benson et Aaron Moorhead                       | 8                 | Phase VI | 2026                                |      |
| Ironheart                         | 1       | Chinaka Hodge                         | Sam Bailey et Angela Barnes                                             | 6                 | Phase V  | 24 juin 2025 - 1er juillet 2025     |      |
| Eyes of Wakanda                   | 1       | Todd Harris                           | Todd Harris                                                             | 4                 | Phase VI | 1er août 2025                       |      |
| Marvel Zombies                    | 1       | Zeb Wells                             | Bryan Andrews                                                           | 4                 | Phase VI | 24 septembre 2025                   |      |
| Wonder Man                        | 1       | Destin Daniel Cretton et Andrew Guest | Destin Daniel Cretton, Stella Meghie et James Ponsoldt                  | 8                 | Phase VI | décembre 2025                       |      |
| Vision Quest                      | 1       | Terry Matalas                         | Christopher J. Byrne, Gandja Monteiro, Vincenzo Natali et Terry Matalas | 8                 | Phase VI | 2026                                | 2026 |

#### Web-séries
Les web-séries liées à l'univers cinématographique Marvel comprennent plusieurs contenus numériques. Parmi ceux-ci figurent WHIH Newsfront, une série de fausses informations, ainsi que Marvel's Agents of SHIELD : Vendetta, une mini-série complémentaire à la série télévisée principale, et TheDailyBugle.net présenté sous forme d'un site web fictif lié à Spider-Man. Ces contenus offrent une extension de l'univers narratif du MCU et permettent d'approfondir certains personnages ou intrigues secondaires.
| Séries                               | Saisons | Scénaristes              | Showrunners              | Nombre d'épisodes | Phase     | Diffusion originale                            | Diffusion française                            |
| ------------------------------------ | ------- | ------------------------ | ------------------------ | ----------------- | --------- | ---------------------------------------------- | ---------------------------------------------- |
| WHIH Newsfront                       | 1       | Jérémy Adams             | Jérémy Adams             | 5                 | Phase II  | 2 juillet 2015 – 16 juillet 2015 sur YouTube   | 2 juillet 2015 – 16 juillet 2015 sur YouTube   |
| WHIH Newsfront                       | 2       | Jonathan Danforth-Appell | Jonathan Danforth-Appell | 5                 | Phase III | 22 avril 2016 – 3 mai 2016 sur YouTube         | 22 avril 2016 – 3 mai 2016 sur YouTube         |
| Marvel's Agents of SHIELD : Vendetta | 1       | Geoffrey Colo            | Geoffrey Colo            | 6                 | Phase III | 13 décembre 2016 sur ABC.com                   | 1er octobre 2017 sur Série Club                |
| TheDailyBugle.net                    | 1       | Jon Watts                | Jon Watts                | 6                 | Phase III | 23 octobre 2019 – 20 novembre 2019 sur YouTube | 23 octobre 2019 – 20 novembre 2019 sur YouTube |
| TheDailyBugle.net                    | 2       | Jon Watts                | Jon Watts                | 19                | Phase IV  | 24 novembre 2021 – 29 avril 2022 sur YouTube   | 24 novembre 2021 – 29 avril 2022 sur YouTube   |

### Téléfilms
Le 11 décembre 2020, Kevin Feige annonce un nouveau projet sur les Gardiens de la Galaxie spécial Noël diffusé en exclusivité sur la plateforme Disney+ pour décembre 2022. Ce téléfilm servira de prologue au film Les Gardiens de la Galaxie Vol. 3 prévu en 2023. Les différents téléfilms, regroupés sous le nom Marvel Studios Special Presentation sont diffusés sur Disney+.
En août 2021, il est annoncé que Marvel Studios développe une émission spéciale télévisée d'une heure sur le thème d'Halloween pour Disney+ qui aurait été centrée sur Werewolf by Night. Ce téléfilm est officiellement annoncé en septembre 2022, 1 mois avant sa diffusion.
En février 2025, lors de la promotion de la 1re saison de la série Daredevil: Born Again, est annoncé un nouveau téléfilm devant sortir parallèlement à la saison 2 et centré sur le personnage de Frank Castle alias le Punisher apparaissant également dans cette série.
| Téléfilm                                         | Réalisateur           | Scénariste                            | Producteur  | Diffusion        |
| ------------------------------------------------ | --------------------- | ------------------------------------- | ----------- | ---------------- |
| The Multiverse Saga (litt. La Saga du Multivers) |                       |                                       |             |                  |
| Phase IV                                         |                       |                                       |             |                  |
| Werewolf by Night                                | Michael Giacchino     | Heather Quinn                         | Kevin Feige | 7 octobre 2022   |
| Les Gardiens de la Galaxie : Joyeuses Fêtes      | James Gunn            | James Gunn                            | Kevin Feige | 25 novembre 2022 |
| Phase VI                                         |                       |                                       |             |                  |
| The Punisher                                     | Reinaldo Marcus Green | Jon Bernthal et Reinaldo Marcus Green | Kevin Feige | 2026             |

### Courts-métrages
| Titre français                                         | Titre original                                     | Date de sortie                               | Réalisateur       | Scénariste                    | Producteur                | Présent sur le disque de       |
| ------------------------------------------------------ | -------------------------------------------------- | -------------------------------------------- | ----------------- | ----------------------------- | ------------------------- | ------------------------------ |
| The Infinity Saga (litt. La Saga de l'Infini)          |                                                    |                                              |                   |                               |                           |                                |
| Phase I                                                |                                                    |                                              |                   |                               |                           |                                |
| Le Consultant                                          | The Consultant                                     | 13 septembre 2011                            | Leythum           | Eric Pearson,                 | Kevin Feige               | Thor                           |
| Une drôle d'histoire en allant voir le marteau de Thor | A Funny Thing Happened on the Way to Thor's Hammer | 25 octobre 2011                              | Leythum           | Eric Pearson,                 | Kevin Feige               | Captain America: First Avenger |
| Article 47                                             | Item 47                                            | 25 septembre 2012                            | Louis D’Esposito, | Eric Pearson,                 | Kevin Feige               | Avengers                       |
| Phase II                                               |                                                    |                                              |                   |                               |                           |                                |
| Agent Carter                                           | Agent Carter                                       | 3 septembre 2013 (digital) 24 septembre 2013 | Louis D'Esposito  | Eric Pearson                  | Kevin Feige               | Iron Man 3                     |
| Longue vie au roi                                      | All Hail the King                                  | 4 février 2014 (digital) 25 février 2014     | Drew Pearce       | Drew Pearce                   | Kevin Feige               | Thor : Le Monde des ténèbres   |
| Phase III                                              |                                                    |                                              |                   |                               |                           |                                |
| Team Thor                                              | Team Thor                                          | 28 août 2016 (digital) 30 septembre 2016     | Taika Waititi     | Taika Waititi                 | Kevin Feige               | Captain America: Civil War     |
| Team Thor : Partie 2                                   | Team Thor: Part 2                                  | 14 février 2017 (digital) 28 février 2017    | Taika Waititi     | Taika Waititi                 | Kevin Feige               | Doctor Strange                 |
| Team Darryl                                            | Team Darryl                                        | 20 février 2018 (digital) 6 mars 2018        | Taika Waititi     | Taika Waititi                 | Kevin Feige               | Thor: Ragnarok                 |
| Peter's To-Do List                                     | Peter's To-Do List                                 | 1er octobre 2019                             | Jon Watts         | Chris McKenna et Erik Sommers | Kevin Feige et Amy Pascal | Spider-Man: Far From Home      |

### Littérature

#### Comics
L'Univers Cinématographique Marvel a fait l'objet de comics adaptés à l'univers des films. Certains de ces comics retranscrivent l'histoire de ces derniers, d'autres relatent des histoires en relation avec l'univers cinématographique (prologue ou histoire annexe). Ils sont publiés aux États-Unis par Marvel Comics et en France par Panini Comics.
| Titre original                                                       | Nombre | Date(s) de publication | Date(s) de publication | Titre français                                                                                            | Date de publication | Scénario                                                                                        | Dessin                                                                   |
| Titre original                                                       | Nombre | Première publication   | Dernière publication   | Titre français                                                                                            | Date de publication | Scénario                                                                                        | Dessin                                                                   |
| -------------------------------------------------------------------- | ------ | ---------------------- | ---------------------- | --- | ------------------- | ----------------------------------------------------------------------------------------------- | ------------------------------------------------------------------------ |
| Iron Man: I am Iron Man!                                             | 2      | 27 janvier 2010        | 24 février 2010        | Inédit | Inédit              | Peter David                                                                                     | Sean Chen                                                                |
| Iron Man 2: Public Identity                                          | 3      | 28 avril 2010          | 12 mai 2010            | Marvel Movies #1 – Iron Man 2, Identité publique                                                          | avril 2012          | Joe Casey et Justin Theroux                                                                     | Barry Kitson et Ron Lim                                                  |
| Iron Man 2: Agents of SHIELD                                         | 1      | 1er septembre 2010     | 1er septembre 2010     | Marvel Movies #1 – Iron Man 2, Agents du SHIELD                                                           | avril 2012          | Joe Casey                                                                                       | Tim Green, Felix Ruiz et Matt Camp                                       |
| Captain America: First Vengeance                                     | 4      | 4 mai 2011             | 29 juin 2011           | Marvel Movies #3 – Captain America, Première Vengeance                                                    | juillet 2012        | Fred van Lente                                                                                  | Neil Edwards                                                             |
| The Avengers Prelude: Fury's Big Week                                | 4      | 7 mars 2012            | 18 avril 2012          | Marvel Movies #2 – Avengers, Grosse semaine pour Nick Fury                                                | août 2012           | Christopher Yost et Eric Pearson                                                                | Luke Ross                                                                |
| The Avengers Prelude: Black Widow Strikes                            | 3      | 2 mai 2012             | 6 juin 2012            | Inédit | Inédit              | Fred Van Lente                                                                                  | Neil Edwards                                                             |
| Iron Man 2 Adaptation                                                | 2      | 7 novembre 2012        | 5 décembre 2012        | Iron Man Hors Série #1 – Iron Man 2, Adaptation                                                           | avril 2013          | Christos Gage                                                                                   | Ramon Rosanas                                                            |
| Iron Man 3 Prelude                                                   | 2      | 2 janvier 2013         | 6 février 2013         | Iron Man Hors Série #1 – Iron Man 3, Prélude                                                              | avril 2013          | Christos Gage                                                                                   | Steve Kurth                                                              |
| Thor Adaptation                                                      | 2      | 16 janvier 2013        | 20 février 2013        | Avengers Universe Hors Série #1 – Thor, L'adaptation du film                                              | octobre 2013        | Christos Gage                                                                                   | Lan Medina                                                               |
| Thor: The Dark World Prelude                                         | 2      | 5 juin 2013            | 10 juillet 2013        | Avengers Universe Hors Série #1 – Thor : Le Monde des Ténèbres, Prologue                                  | octobre 2013        | Christopher Yost et Craig Kyle                                                                  | Scott Eaton et Ron Lim                                                   |
| Captain America: The First Avenger Adaptation                        | 2      | 6 novembre 2013        | 11 décembre 2013       | Avengers Universe Hors Série #2 – Captain America : First Avenger, L’adaptation du film                   | mars 2014           | Peter David                                                                                     | Wellinton Alves                                                          |
| Captain America: The Winter Soldier Infinite Comic                   | 1      | 28 janvier 2014        | 28 janvier 2014        | Avengers Universe Hors Série #2 – Captain America : Le Soldat de l’Hiver, Prologue                        | mars 2014           | Peter David                                                                                     | Rock He-Kim                                                              |
| Guardians of the Galaxy Prequel, Dangerous Prey Infinite Comic       | 1      | 1er avril 2014         | 1er avril 2014         | Iron Man Hors Série #5 – Les Gardiens de la Galaxie, Proie dangereuse                                     | août 2014           | Dan Abnett et Andy Lanning                                                                      | Andrea Di Vito                                                           |
| Guardians of the Galaxy Prelude                                      | 2      | 2 avril 2014           | 28 mai 2014            | Iron Man Hors Série #5 – Les Gardiens de la Galaxie, Prologue                                             | août 2014           | Dan Abnett et Andy Lanning                                                                      | Wellinton Alves                                                          |
| The Avengers Adaptation                                              | 2      | 24 décembre 2014       | 7 janvier 2015         | Avengers Hors Série #8 – Avengers, L’adaptation du film                                                   | 17 avril 2015       | Will Corona Pilgrim                                                                             | Joe Bennett                                                              |
| Avengers: Age of Ultron Prelude – This Scepter'd Isle Infinite Comic | 1      | 4 février 2015         | 4 février 2015         | Avengers Hors Série #8 – Avengers : L’Ère d’Ultron, Prologue                                              | 17 avril 2015       | Will Corona Pilgrim                                                                             | Wellinton Alves                                                          |
| Ant-Man Prelude                                                      | 2      | 4 février 2015         | 4 mars 2015            | Ant-Man Hors Série #1 – Ant-Man, Prologue                                                                 | 17 juillet 2015     | Will Corona Pilgrim                                                                             | Miguel Sepulveda                                                         |
| Ant-Man – Scott Lang, Small Time Infinite Comic                      | 1      | 3 mars 2015            | 3 mars 2015            | Ant-Man Hors Série #1 – Ant-Man, Scott Lang : Petit joueur                                                | 17 juillet 2015     | Will Corona Pilgrim                                                                             | Wellinton Alves                                                          |
| Jessica Jones                                                        | 1      | 7 octobre 2015         | 7 octobre 2015         | Inédit | Inédit              | Brian Michael Bendis                                                                            | Michael Gaydos                                                           |
| Captain America: Civil War Prelude                                   | 4      | 16 décembre 2015       | 27 janvier 2016        | Marvel Saga Hors Série #8 – Captain America : Civil War, Prologue                                         | 15 avril 2016       | Will Corona Pilgrim                                                                             | Szymon Kudranski et Lee Ferguson                                         |
| Captain America: Civil War Prelude Infinite Comic                    | 1      | 10 février 2016        | 10 février 2016        | Marvel Saga Hors Série #8 – Captain America : Civil War, Prologue Infinite Comic                          | 15 avril 2016       | Will Corona Pilgrim                                                                             | Lee Ferguson, Goran Sudžuka et Guillermo Mogorron                        |
| Doctor Strange Prelude                                               | 2      | 6 juillet 2016         | 24 août 2016           | Marvel Saga Hors Série #1 – Docteur Strange, Prologue                                                     | 18 octobre 2016     | Will Corona Pilgrim                                                                             | Jorge Fornés                                                             |
| Doctor Strange Prelude Infinite Comic                                | 1      | 7 septembre 2016       | 7 septembre 2016       | Marvel Saga Hors Série #1 – Docteur Strange, Prologue                                                     | 18 octobre 2016     | Will Corona Pilgrim                                                                             | Jorge Fornés                                                             |
| Marvel's Guardians of the Galaxy Vol. 2 Prelude                      | 2      | 4 janvier 2017         | 1er février 2017       | All-New Les Gardiens de la Galaxie Hors Série #04 Les Gardiens de la Galaxie vol. 2 : le Prologue du film | 18 avril 2017       | Will Corona Pilgrim                                                                             | Christopher Allen                                                        |
| Spider-Man: Homecoming Prelude                                       | 2      | 1er mars 2017          | 5 avril 2017           | Spider-Man Hors Série #1 -- Spider-Man Homecoming - Le Prologue du film                                   | 5 juillet 2017      | Will Corona Pilgrim                                                                             | Todd Nauck                                                               |
| Marvel's Thor: Ragnarok Prelude                                      | 4      | 5 juillet 2017         | 16 août 2017           | Thor Ragnarok : le prologue du film                                                                       | 18 octobre 2017     | Will Corona Pilgrim                                                                             | J.L. Giles                                                               |
| Marvel's Black Panther Prelude                                       | 2      | 18 octobre 2017        | 15 novembre 2017       | Black Panther : Le prologue du film                                                                       | 14 février 2018     | Will Corona Pilgrim                                                                             | Annapaola Martello                                                       |
| Marvel's Avengers: Infinity War Prelude                              | 2      | 24 janvier 2018        | 28 février 2018        | Avengers Infinity War : Le prologue du film                                                               | 25 avril 2018       | Will Corona Pilgrim                                                                             | Tigh Walker et Jorge Fornés                                              |
| Marvel's Ant-Man and the Wasp Prelude                                | 2      | 7 mars 2018            | 4 avril 2018           | Ant-Man et la Guêpe : Le Prologue du film                                                                 | 11 juillet 2018     | Will Corona Pilgrim                                                                             | Chris Allen                                                              |
| Marvel's Captain Marvel Prelude                                      | 1      | 14 novembre 2018       | 14 novembre 2018       | Inédit | Inédit              | Will Corona Pilgrim                                                                             | Andrea di Vito                                                           |
| Marvel's Avengers: Endgame Prelude                                   | 3      | 5 décembre 2018        | 20 février 2019        | Avengers Endgame : Le prologue du film                                                                    | 2 mai 2019          | Will Corona Pilgrim                                                                             | Paco Diaz, Dono Sánchez-Almara et Travis Lanham                          |
| Spider-Man: Far From Home Prelude                                    | 2      | 27 mars 2019           | 24 avril 2019          | Spider-Man: Far from home : Le prologue du film                                                           | 4 juillet 2019      | Will Corona Pilgrim et Peter David                                                              | Luca Maresca, Lee Loughridge et Travis Lanham                            |
| Black Widow Prelude                                                  | 2      | 15 janvier 2020        | 19 février 2020        | Black Widow: Le prologue du film                                                                          | 28 avril 2021       | Peter David                                                                                     | Carlos Villa, Chris Sotomayor et Travis Lanham                           |
| Eternals : The 500 Year War                                          | 7      | 12 janvier 2022        | 12 janvier 2022        | Eternels : La Guerre de 500 ans                                                                           | 22 février 2022     | Dan Abnett, Aki Yanagi, Jongmin Shin & Ju-Yeon Park, David Macho, Rafael Scavone et Yifan Jiang | Geoffo, Rickie Yagawa, Do Gyun Kim, Magda Price, Marcio Fiorito et Gunji |
| The Fantastic Four: First Steps                                      | 1      | 9 juillet 2025         | 9 juillet 2025         | Inédit | Inédit              | Matt Fraction                                                                                   | Mark Buckingham                                                          |

#### Livres
(octobre 2024).
The Wakanda Files: A Technological Exploration of the Avengers and Beyond est une collection de documents, d'articles, de plans et de notes amassés tout au long de l'histoire par les War Dogs du Wakanda à la demande de Shuri. Il est organisé selon différents domaines d'étude et couvre les progrès technologiques dans tout l'univers cinématographique Marvel. Le livre a été écrit par Troy Benjamin et publié par Epic Ink et Quarto Publishing Group. Il a un contenu imprimé avec de l'encre UV qui peut être visualisé avec des lampes UV en forme de perles Kimoyo[Quoi ?] fournies avec le livre. Il a été publié le 20 octobre 2020.

## Accueil